# Prefectura de Aichi

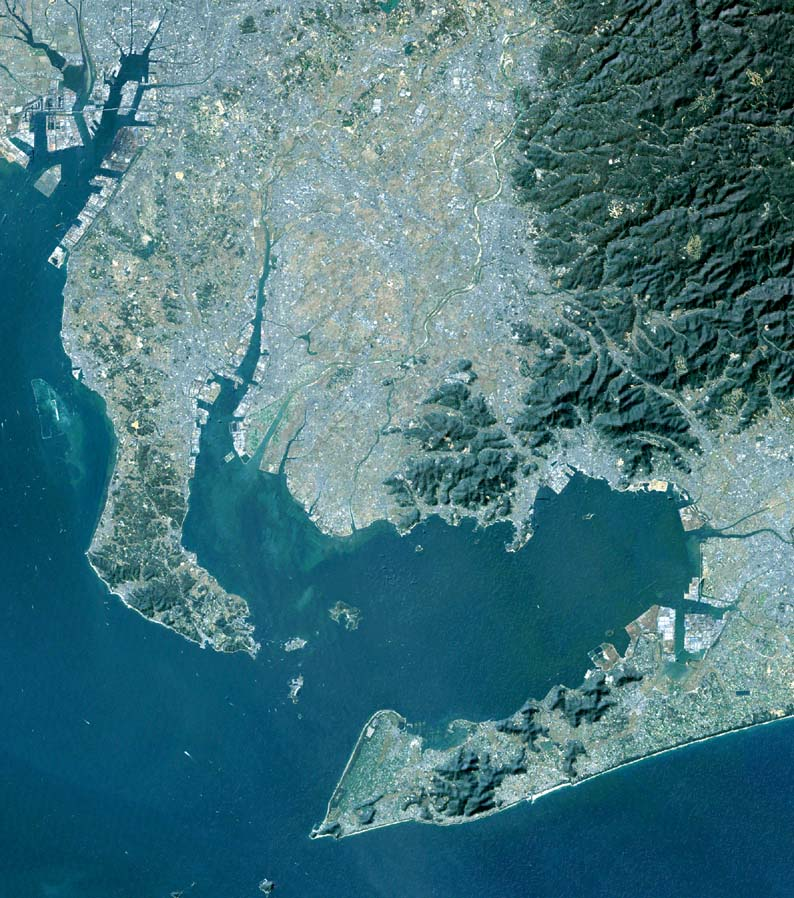
Vista de Aichi desde el espacio.

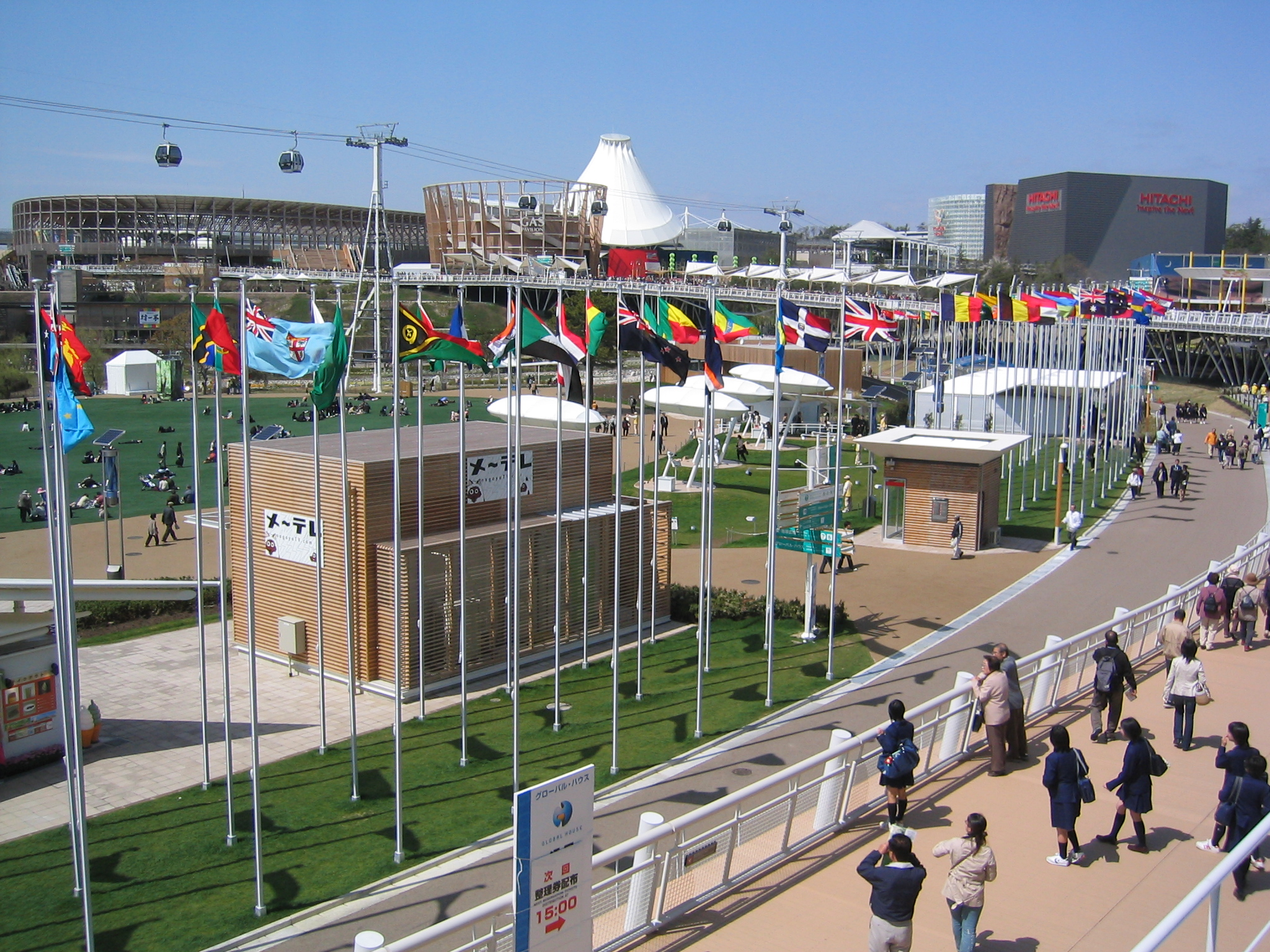
Expo 2005.

La prefectura de Aichi (愛知県, あいちけん Aichi-ken?) está ubicada en la región de Chūbu en Japón. La capital es Nagoya. Es el centro del Área Metropolitana de Chūkyō.  La prefectura de Aichi limita al oeste con la prefectura de Mie, al norte con la prefectura de Gifu y la prefectura de Nagano, y al este con la prefectura de Shizuoka.
La prefectura de Aichi y Nagoya forman el núcleo del área metropolitana de Chūkyō, la tercera área metropolitana más grande de Japón y una de las áreas metropolitanas más grandes del mundo.

## Historia
Originalmente la región se encontraba dividida en las tres provincias de Owari, Mikawa y Ho. Luego de la era Taika, Mikawa y Ho fueron unidas en una única entidad. En 1871, luego de la abolición del sistema han, Owari, con excepción de la península Chita, fue institucionalizada como la prefectura de Nagoya, mientras que Mikawa, combinada con la península de Chita, formó la prefectura de Nukata. La prefectura de Nagoya fue rebautizada como prefectura de Aichi en abril de 1872 y en el 27 de noviembre fue unida con la prefectura de Nukata (額田).

## Geografía
Ubicada cerca del centro del archipiélago japonés, la prefectura de Aichi se encuentra de frente a las bahías de Ise y Mikawa al sur y es rodeada por Shizuoka al este, la de Nagano(長野) al noreste, la de Gifu(岐阜) al norte y la de Mie(三重) al oeste. Mide 106 km de este a oeste y 94 km de sur a norte y con una superficie de 5.153,81 km² cuenta con aproximadamente un 1,36% de la superficie total de Japón. El punto más alto es Chasuyama con 1.415 m sobre el nivel del mar.
La parte occidental de la provincia está dominada por Nagoya, la cuarta ciudad más grande de Japón, y sus suburbios; mientras que la parte oriental es relativamente menos poblada, pero aún contiene varios de los principales centros industriales. Debido a su sólida economía, para el octubre de 2005-octubre de 2006, la Prefectura de Aichi logró el más rápido crecimiento en términos de población, superando a Tokio, en el 7,4%.
Desde el 1 de abril de 2012, el 17% de la superficie total de la prefectura fue designado como parques naturales, como los Cuasi-parques nacionales de Aichi Kōgen, Hida-Kisogawa, Mikawa Wan, y el Tenryū-Okumikawa, junto con siete Parques Naturales de la Prefectura.
El Castillo de Nagoya se encuentra ubicado en esta prefectura.

### Ciudades
| Tipo | Tipo                                                | Japonés      | Número |
| ---- | --------------------------------------------------- | ------------ | ------ |
|      | Ciudad designada por decreto gubernamental          | 政令指定都市 | 1      |
|      | Ciudad núcleo                                       | 中核市       | 5      |
|      | Antigua ciudad especial (categoría abolida en 2015) | 特例市       | 1      |
|      | Ciudad                                              | 市           | 38     |

| Imagen | #     | Ciudad (barrio especial) | Japonés    | Población (2008-01-01) | Área (km2) | Densidad (hab./km2) | Fundada                 | Sitio Web |
| ------ | ----- | ------------------------ | ---------- | ---------------------- | ---------- | ------------------- | ----------------------- | --------- |
|        | AI-01 | Nagoya                   | 名古屋市   | 2 327 557              | 326,45     | 6860                | 1 de octubre de 1889    |           |
|        | AI-03 | Toyohashi                | 豊橋市     | 377 045                | 261,35     | 1443                | 1 de agosto de 1906     |           |
|        | AI-05 | Okazaki                  | 岡崎市     | 371 380                | 387,24     | 959                 | 1 de julio de 1916      |           |
|        | AI-04 | Ichinomiya               | 一宮市     | 375 939                | 113,91     | 3300                | 1 de septiembre de 1921 |           |
|        | AI-12 | Seto                     | 瀬戸市     | 132 311                | 111,61     | 1185                | 1 de diciembre de 1929  |           |
|        | AI-13 | Handa                    | 半田市     | 117 927                | 47,24      | 2496                | 1 de octubre de 1937    |           |
|        | AI-06 | Kasugai                  | 春日井市   | 300 713                | 92,71      | 3244                | 1 de junio de 1943      |           |
|        | AI-08 | Toyokawa                 | 豊川市     | 161 595                | 150,71     | 1072                | 1 de junio de 1943      |           |
|        | AI-29 | Tsushima                 | 津島市     | 65 646                 | 25,08      | 2617                | 1 de marzo de 1947      |           |
|        | AI-25 | Hekinan                  | 碧南市     | 73 024                 | 35,86      | 2036                | 5 de abril de 1948      |           |
|        | AI-10 | Kariya                   | 刈谷市     | 145 117                | 50,45      | 2876                | 1 de abril de 1950      |           |
|        | AI-02 | Toyota                   | 豊田市     | 420 286                | 918,47     | 458                 | 1 de marzo de 1951      |           |
|        | AI-07 | Anjō                     | 安城市     | 176 046                | 86,01      | 2047                | 5 de mayo de 1952       |           |
|        | AI-15 | Nishio                   | 西尾市     | 106 643                | 75,78      | 1407                | 15 de diciembre de 1953 |           |
|        | AI-20 | Gamagōri                 | 蒲郡市     | 82 264                 | 56,81      | 1448                | 1 de abril de 1954      |           |
|        | AI-24 | Inuyama                  | 犬山市     | 75 304                 | 74,97      | 1004                | 1 de abril de 1954      |           |
|        | AI-34 | Tokoname                 | 常滑市     | 52 837                 | 55,63      | 950                 | 1 de abril de 1954      |           |
|        | AI-16 | Kōnan                    | 江南市     | 100 064                | 30,17      | 3317                | 1 de junio de 1954      |           |
|        | AI-09 | Komaki                   | 小牧市     | 149 060                | 62,82      | 2373                | 1 de enero de 1955      |           |
|        | AI-11 | Inazawa                  | 稲沢市     | 137 475                | 79,30      | 1734                | 1 de noviembre de 1958  |           |
|        | AI-14 | Tōkai                    | 東海市     | 106 708                | 43,36      | 2461                | 1 de abril de 1969      |           |
|        | AI-19 | Ōbu                      | 大府市     | 83 097                 | 33,68      | 2467                | 1 de septiembre de 1970 |           |
|        | AI-18 | Chita                    | 知多市     | 84 782                 | 45,43      | 1866                | 1 de septiembre de 1970 |           |
|        | AI-27 | Chiryū                   | 知立市     | 68 216                 | 16,34      | 4175                | 1 de diciembre de 1970  |           |
|        | AI-23 | Owariasahi               | 尾張旭市   | 79 197                 | 21,03      | 3766                | 1 de diciembre de 1970  |           |
|        | AI-37 | Takahama                 | 高浜市     | 43 467                 | 13,00      | 3344                | 1 de diciembre de 1970  |           |
|        | AI-36 | Iwakura                  | 岩倉市     | 48 042                 | 10,49      | 4580                | 1 de diciembre de 1971  |           |
|        | AI-26 | Toyoake                  | 豊明市     | 69 124                 | 23,18      | 2982                | 1 de agosto de 1972     |           |
|        | AI-21 | Nisshin                  | 日進市     | 80 921                 | 34,90      | 2319                | 1 de diciembre de 1994  |           |
|        | AI-28 | Tahara                   | 田原市     | 66 698                 | 188,81     | 353                 | 20 de agosto de 2003    |           |
|        | AI-30 | Aisai                    | 愛西市     | 65 481                 | 66,63      | 983                 | 1 de abril de 2005      |           |
|        | AI-33 | Kiyosu                   | 清須市     | 56 635                 | 13,31      | 4255                | 7 de julio de 2005      |           |
|        | AI-35 | Shinshiro                | 新城市     | 51 326                 | 499,00     | 103                 | 1 de octubre de 2005    |           |
|        | AI-22 | Kitanagoya               | 北名古屋市 | 80 112                 | 18,37      | 4361                | 20 de marzo de 2006     |           |
|        | AI-38 | Yatomi                   | 弥富市     | 43 145                 | 48,92      | 882                 | 1 de abril de 2006      |           |
|        | AI-31 | Miyoshi                  | みよし市   | 62 001                 | 32,11      | 1930                | 1 de abril de 2010      |           |
|        | AI-17 | Ama                      | あま市     | 86 876                 | 27,59      | 3160                | 22 de marzo de 2010     |           |
|        | AI-32 | Nagakute                 | 長久手市   | 57 764                 | 21,55      | 2680                | 4 de enero de 2012      |           |

### Pueblos y villas
Estos son los pueblos y villas de cada distrito:
| - Distrito de Aichi - Tōgō - Distrito de Ama - Kanie - Ōharu - Tobishima - Distrito de Chita - Agui - Higashiura - Mihama - Minamichita - Taketoyo | - Distrito de Kitashitara - Shitara - Tōei - Toyone - Distrito de Nishikasugai - Toyoyama - Distrito de Niwa - Fusō - Ōguchi - Distrito de Nukata - Kōta |

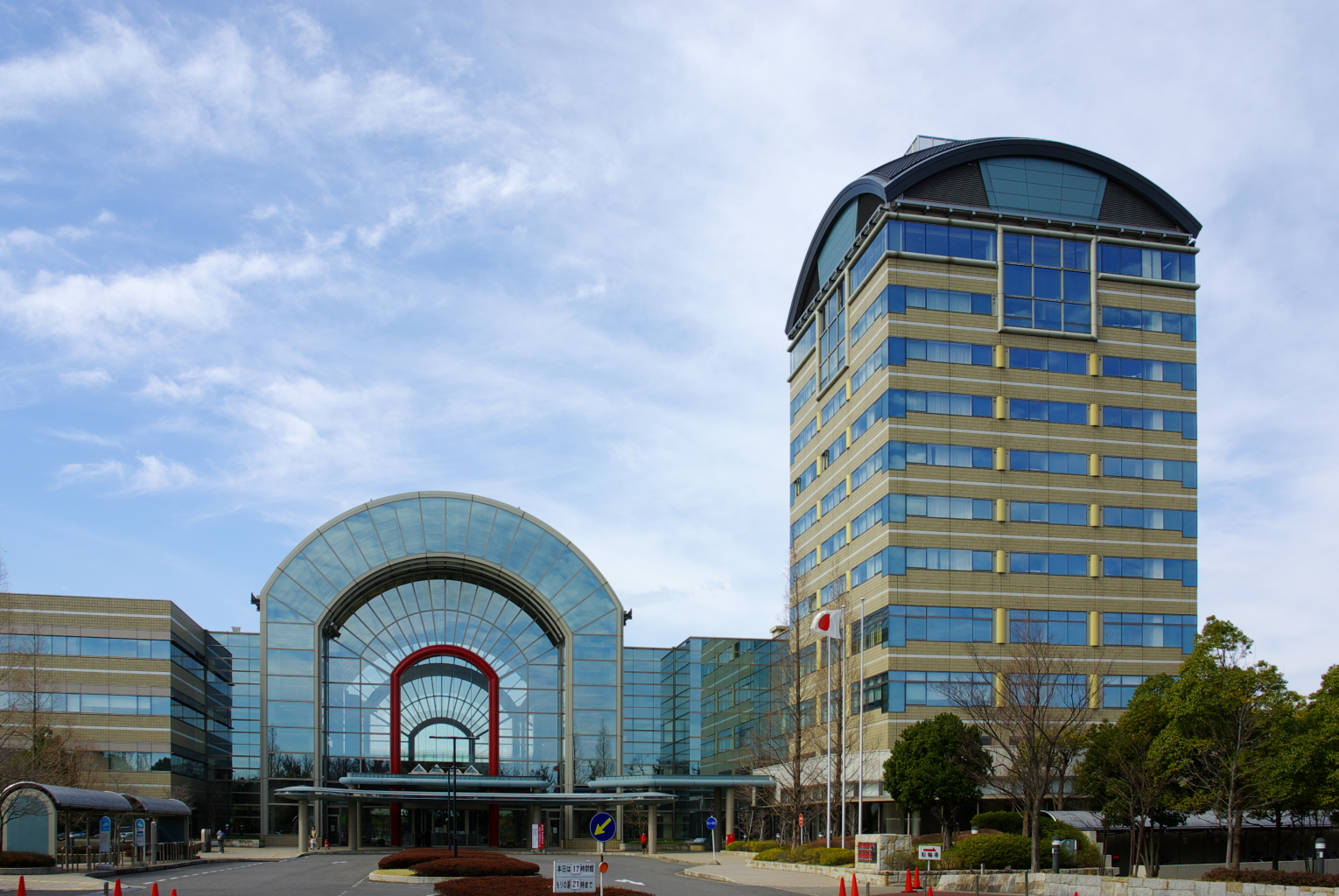
35. Higashiura
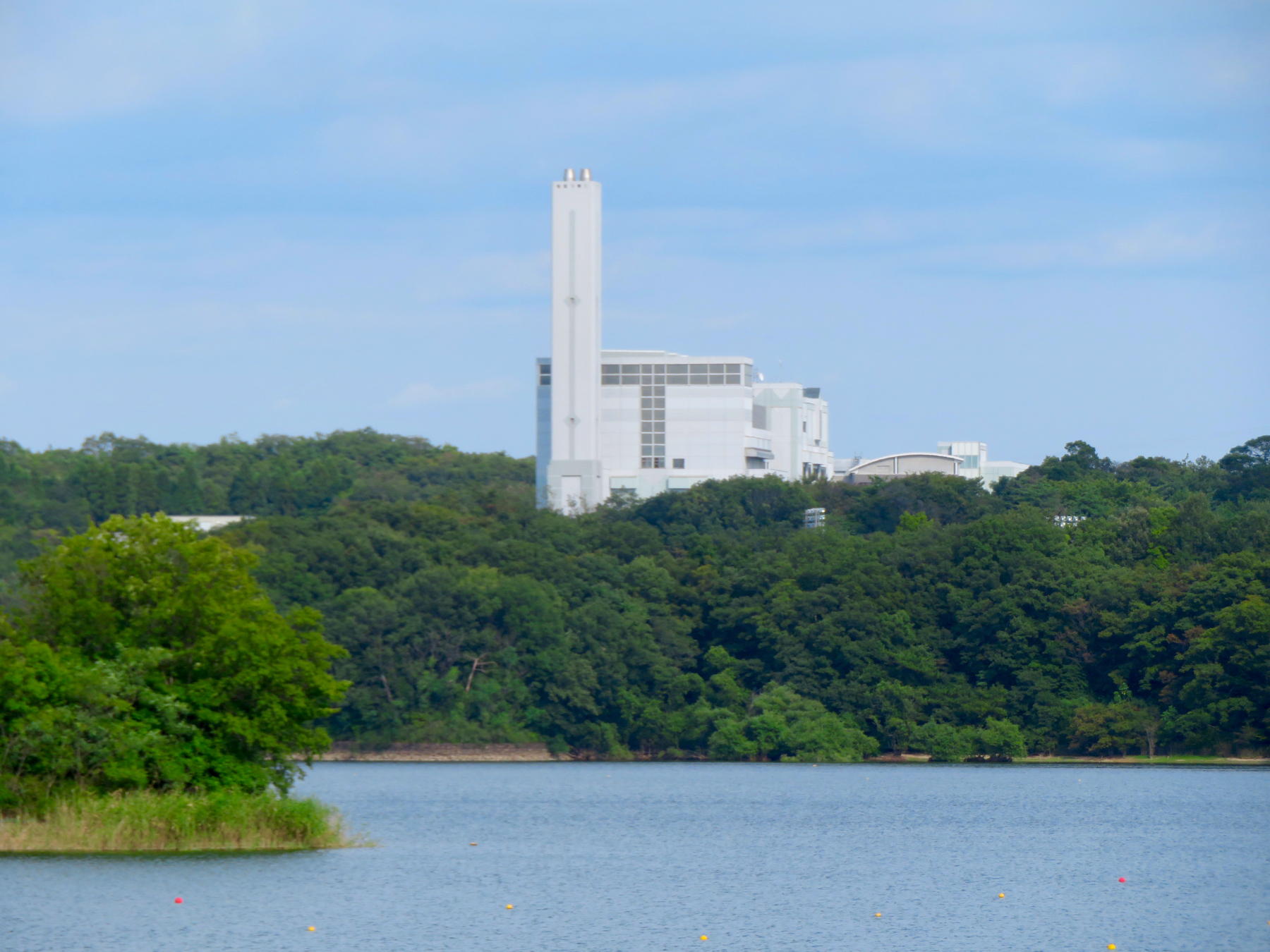
40. Tōgō
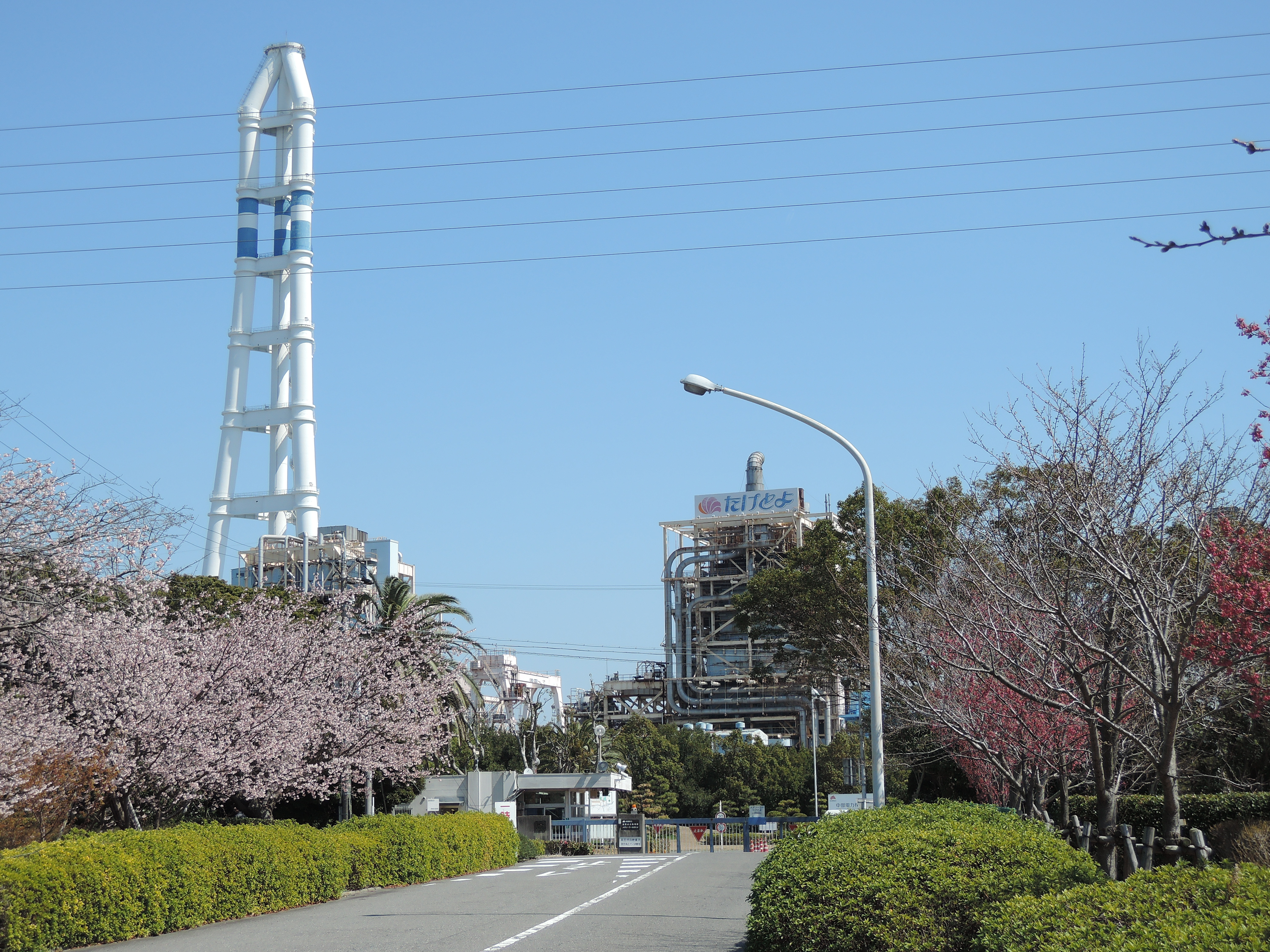
41. Taketoyo
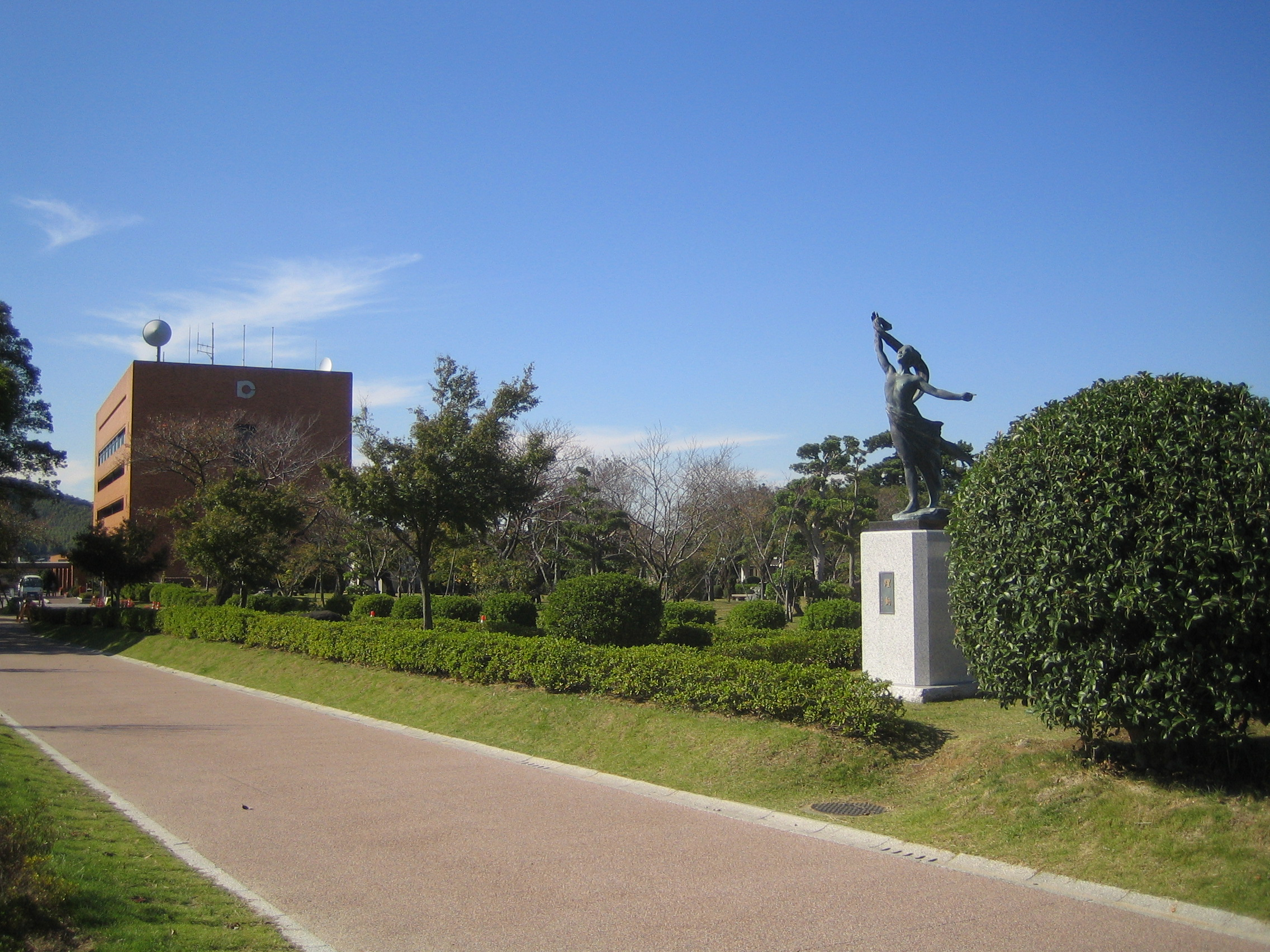
42. Kōta
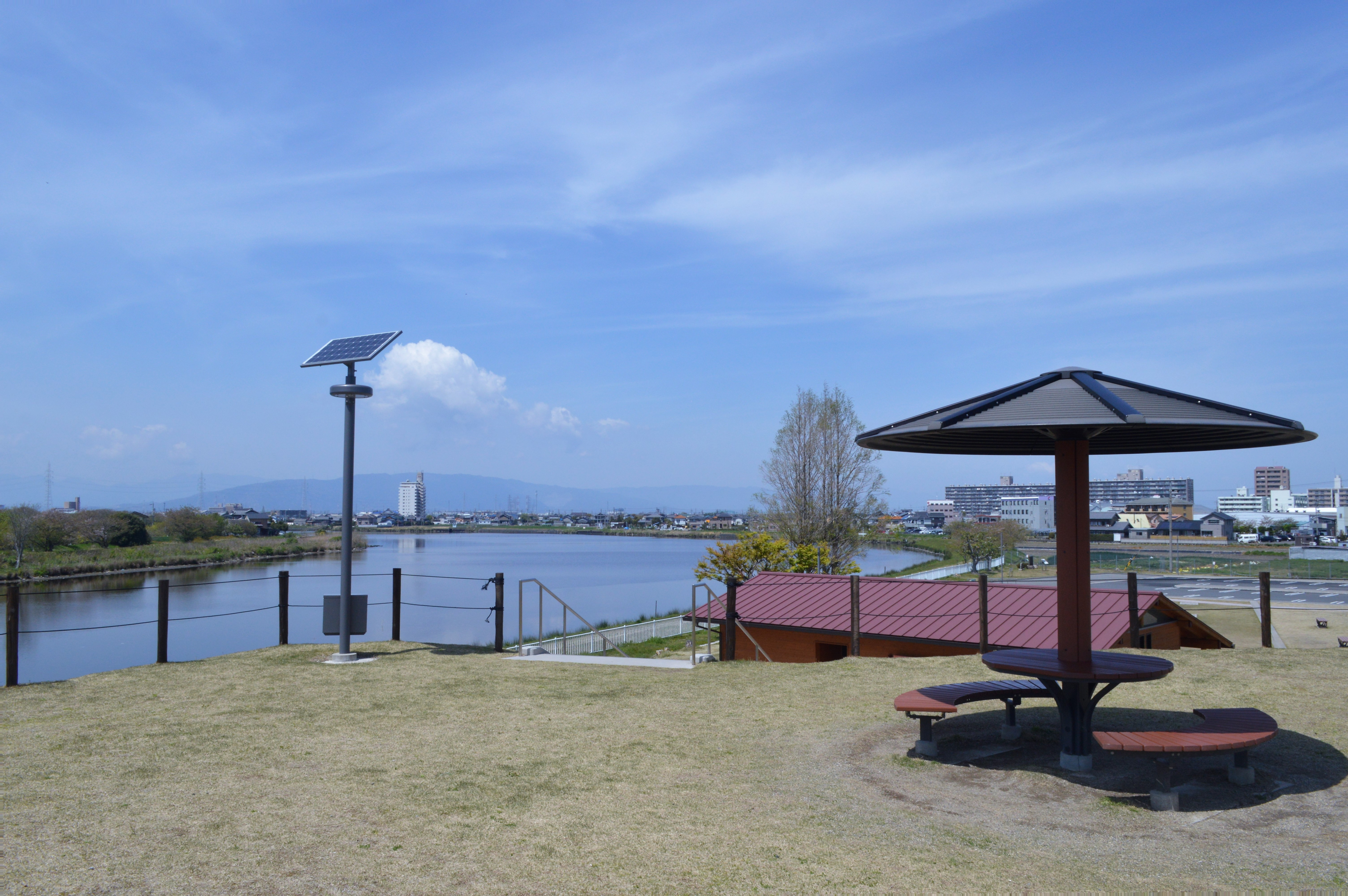
43. Kanie
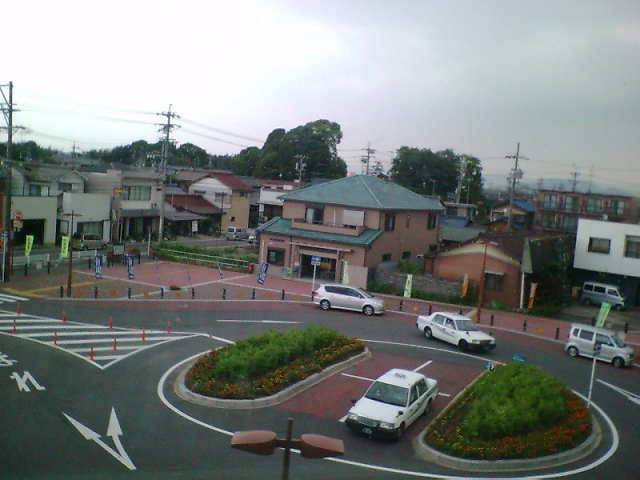
44. Fusō
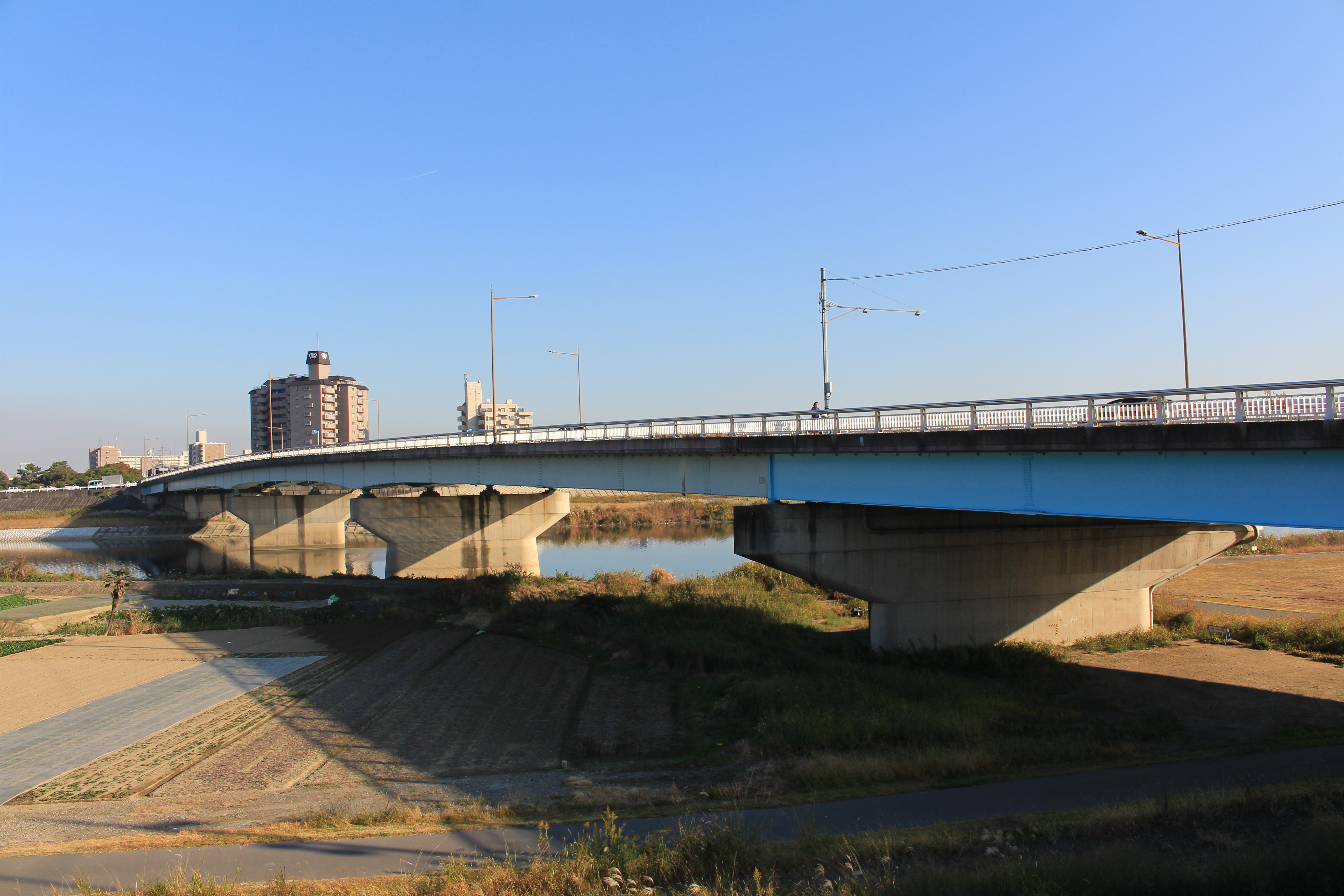
45. Ōharu
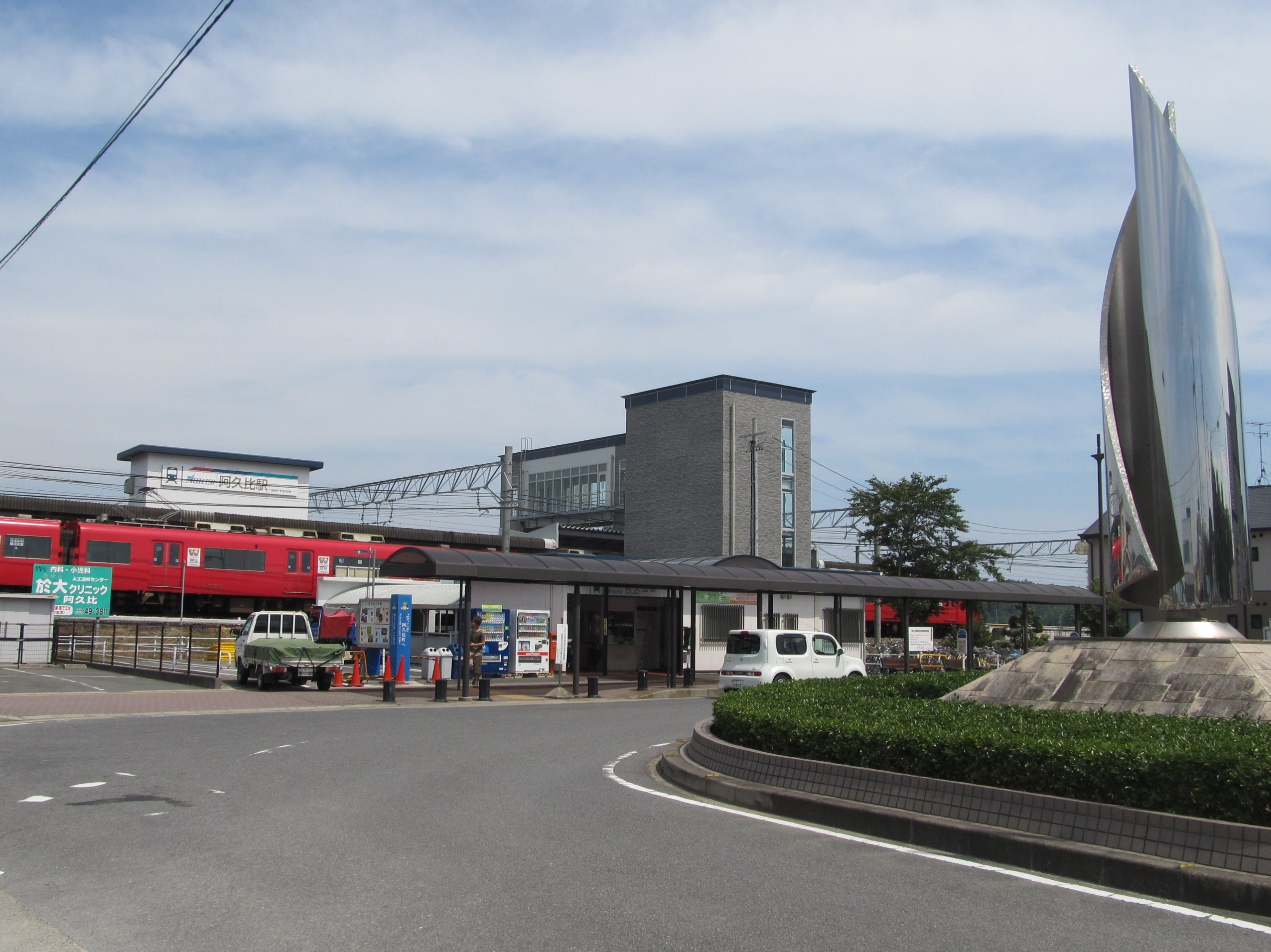
46. Agui
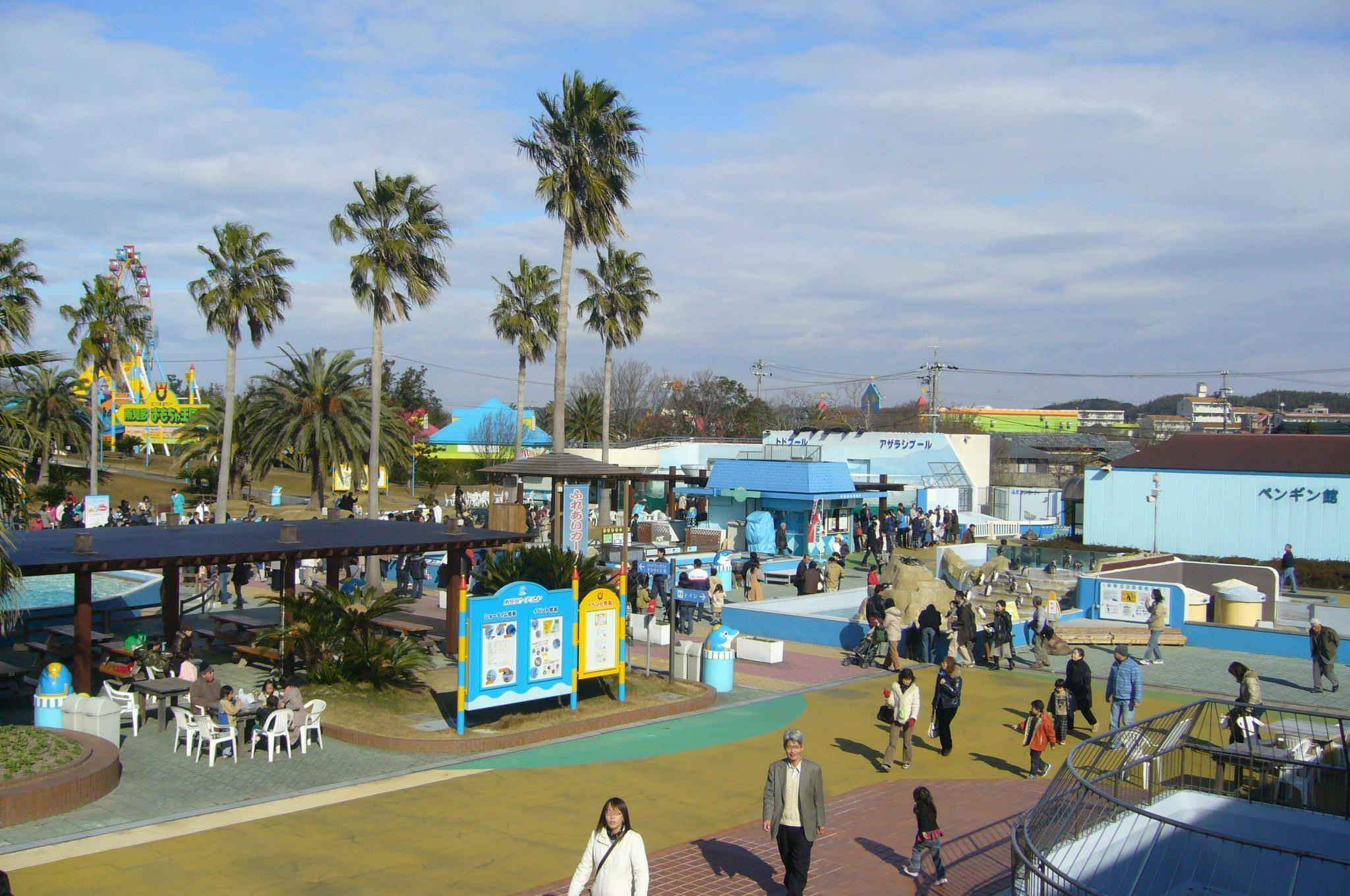
47. Mihama
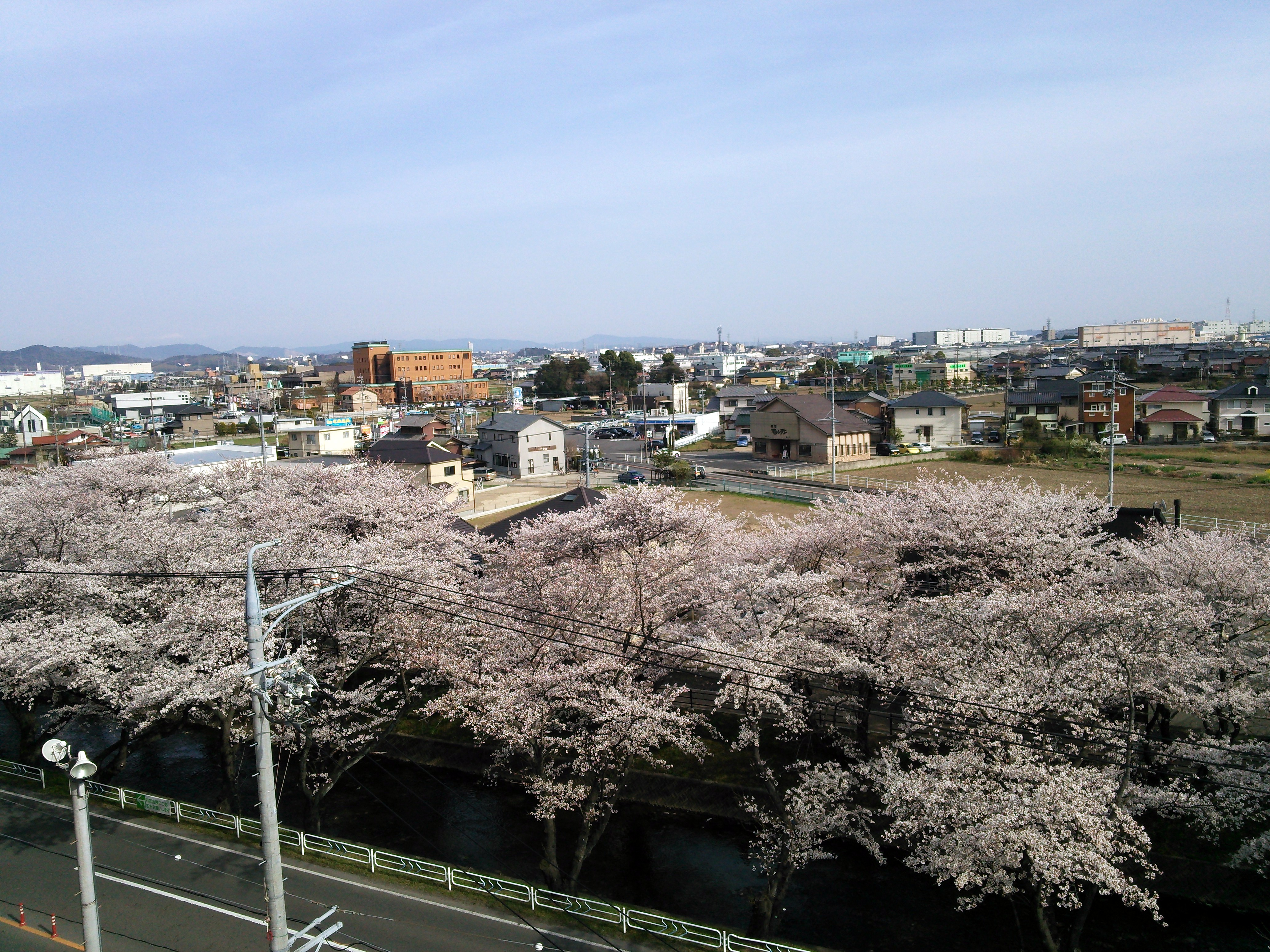
48. Ōguchi
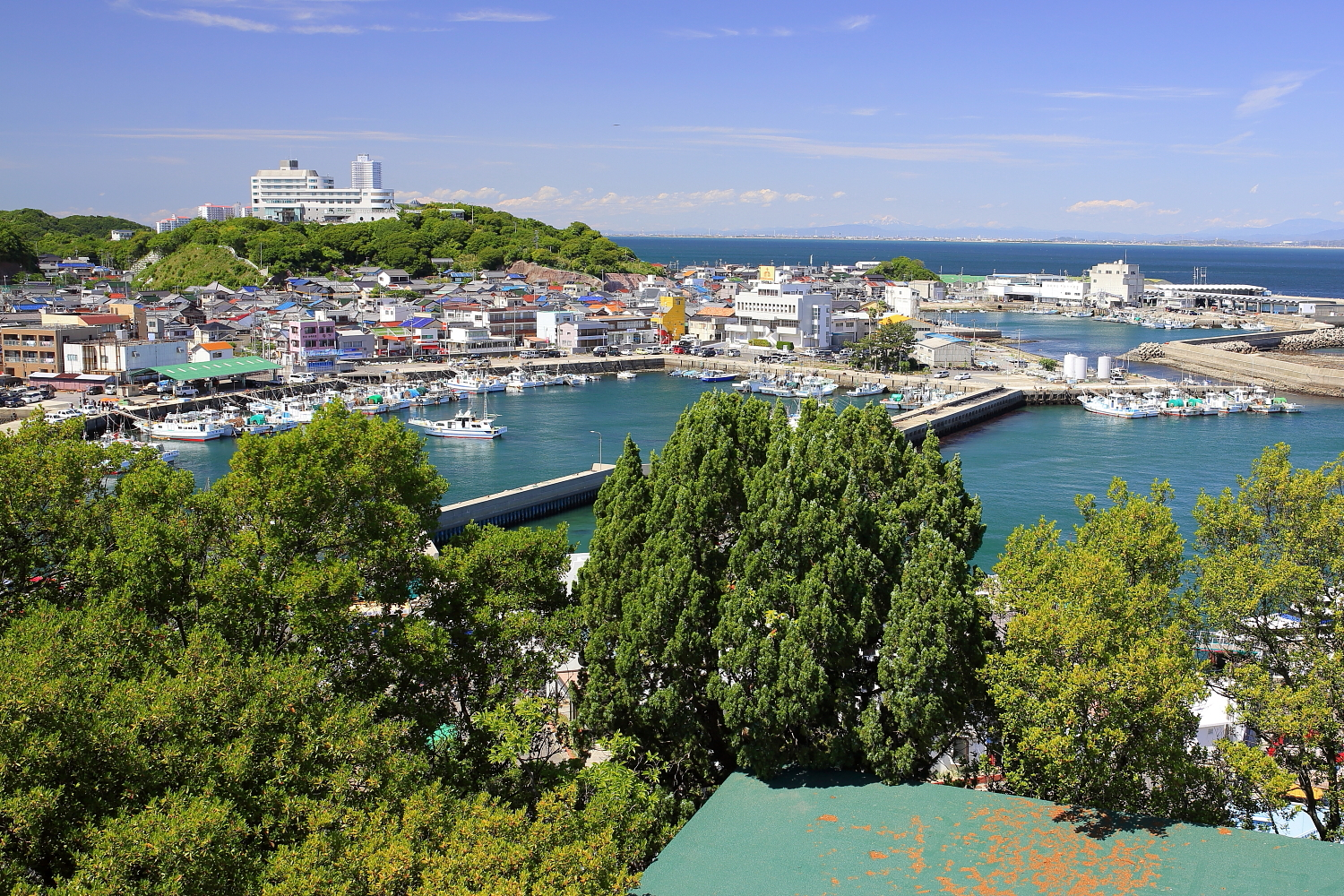
49. Minamichita
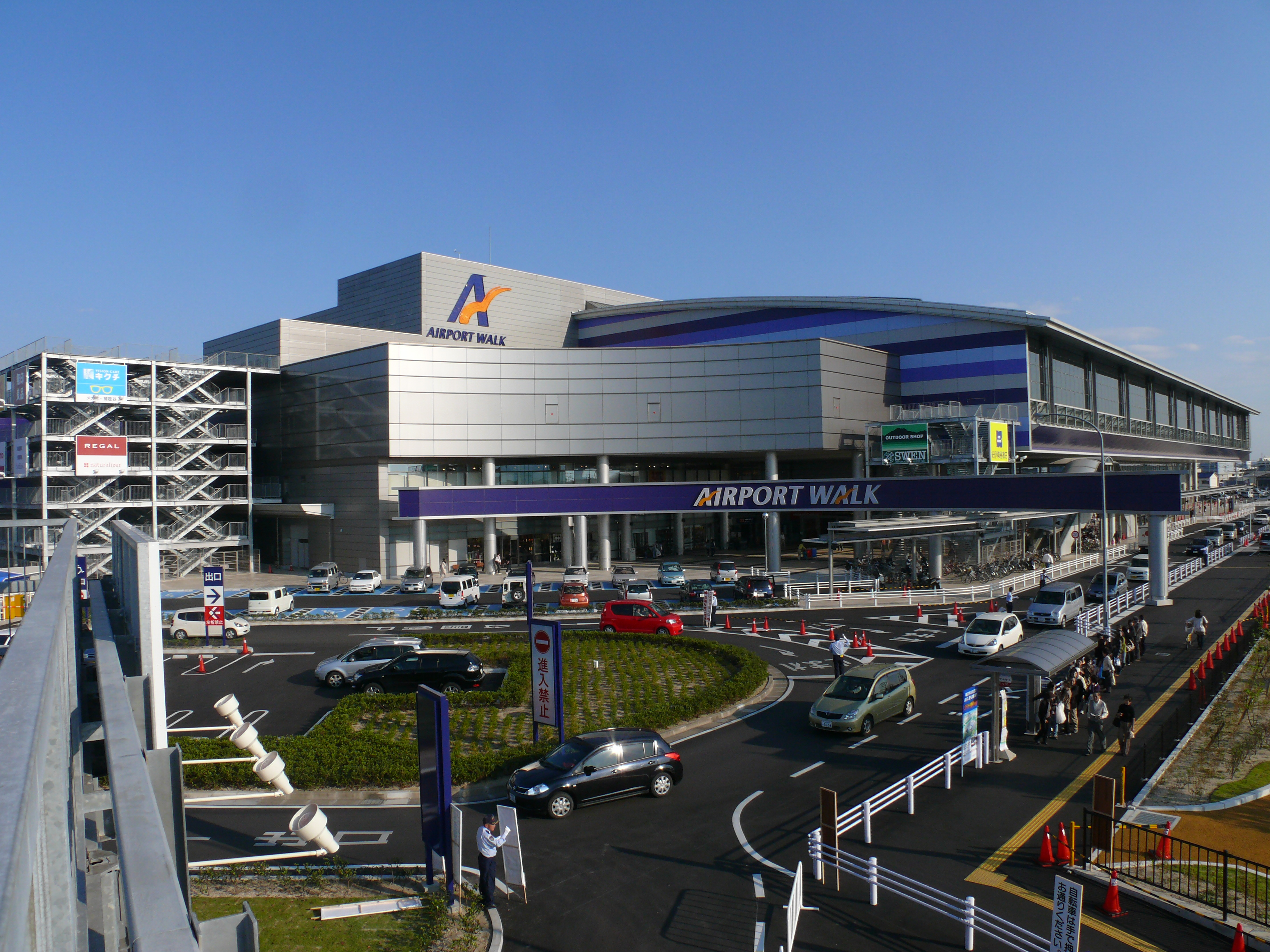
50. Toyoyama

## Demografía
En 2001, el 50,03% de la población de la prefectura de Aichi era masculina y femenina en un 49,97%. 139.540 residentes (casi el 2% de la población) son de nacionalidad extranjera.
| Edad        | % población | % varón | % mujer |
| ----------- | ----------- | ------- | ------- |
| 0 - 9       | 10.21       | 10.45   | 9.96    |
| 10 - 19     | 10.75       | 11.02   | 10.48   |
| 20 - 29     | 15.23       | 15.71   | 14.75   |
| 30 - 39     | 14.81       | 15.31   | 14.30   |
| 40 - 49     | 12.21       | 12.41   | 12.01   |
| 50 - 59     | 15.22       | 15.31   | 15.12   |
| 60 - 69     | 11.31       | 11.22   | 11.41   |
| 70 - 79     | 6.76        | 6.01    | 7.52    |
| mayor de 80 | 3.12        | 2.01    | 4.23    |
| desconocido | 0.38        | 0.54    | 0.23    |

- Primer gráfico: Comparación con la población total de Japón dividida por edad.
  - Color púrpura: población de Aichi.
  - Color verde: población de Japón.
- Segundo gráfico: Distribución de la población entre hombres y mujeres de la prefectura de Aichi.
  - Azul: varones.
  - Rojo: mujeres.

## Economía
La agricultura, la industria y el comercio de Aichi ocupan un lugar destacado en Japón, y la estructura industrial está bien equilibrada.
La prefectura de Aichi es conocida por tener muchas fábricas de automóviles. La empresa Toyota fue fundada en el año 1937, pero el pleno desarrollo de la industria automovilística se dio después del crecimiento económico posterior a la Segunda Guerra Mundial, es decir, es un sector industrial que ha logrado su desarrollo en tiempos recientes.
Además, existe una palabra "Seiekoutoutei" (alto oriente, bajo occidente), que es utilizado por los medios de comunicación y las municipalidades para referirse a la diferencia entre la región oriental y occidental.
Las actividades industriales son muy activas, ya que es el centro de la zona industrial Chukyo. El monto por expedición de productos en el 2003 fue de US$ 300 000 millones, siendo el número uno del país durante 27 años consecutivos. Se espera una mayor desarrollo como el punto de manufacturación y producción reconocida a nivel mundial.
En el año 2005 se hizo el mantenimiento general de las infraestructuras camineras de la carretera de circunvalación Tokai, carretera expreso Isewangan, el Linimo (tren de levitación magnética), debido a que se realizó la Expo 2005 y también por la apertura del Aeropuerto Internacional de Chubu.
Sin embargo, en el sector de Higashimikawa el desarrollo en el mantenimiento de las infraestructuras camineras y la economía están muy atrasadas. El índice de la administración financiera, exceptuando la ciudad Tahara, está por debajo de 1,0 en todos los municipios (Según el departamento de administración general del gobierno, en el año 2006 se ha visto que en las ciudades Toyohashi y Toyokawa han tenido más de 1,0). Además, a diferencia del desarrollo de las infraestructuras camineras del sector oriental, hay muy pocas carreteras de desvío. Aparte de esto, la vía principal que lo une con el oriente es solamente la ruta 1 y ruta 23 (exceptuando la carretera expreso Tomei), lo que provoca embotellamientos en las carreteras en varios puntos.

### Industria
La producción total de la prefectura en el año 2004 fue de unos US$ 293 000 millones, lo que significa el 7% del total de la producción del país.
Entre las empresas con sede en Aichi se encuentran las siguientes:
| Acero de Aichi                             | Tōkai      |
| Aisin Seiki                                | Kariya     |
| Brother Industries, Ltd.                   | Nagoya     |
| Compañía Central de Ferrocarriles de Japón | Nagoya     |
| Corporación Denso                          | Kariya     |
| Compañía Eisaku Noro                       | Ichinomiya |
| Corporación Kanesue                        | Ichinomiya |
| Corporación Makita                         | Anjō       |
| Matsuzakaya                                | Nagoya     |
| Corporación Mizkan                         | Para       |
| Ferrocarril de Nagoya                      | Nagoya     |
| Nippon Sharyo                              | Nagoya     |
| Noritake                                   | Nagoya     |
| Corporación Okuma                          | Ōguchi     |
| Sumitomo Rico                              | Komaki     |
| Toyota Motor Corporation                   | Toyota     |

### La Empresa Toyota y Aichi
Según la investigación realizado por el think tank del Banco Ogaki Kyoritsu Ltda. acerca de lo que pudiese pasar en caso de que la producción automovilística en la prefectura de Aichi llegase a cero, se dio como resultado que el total de los envíos de los productos de la prefectura bajarían hasta un 50%. Esto significaría que aumentaría en un 20% el desempleo en esta prefectura, es decir, alrededor de 830 000 personas quedarían sin empleo.

## Educación

### Universidades
Universidades nacionales
- Universidad de Educación de Aichi
- Instituto de Tecnología de Nagoya
- Universidad de Nagoya
- Universidad Técnica de Toyohashi

Universidades públicas
- Universidad de la Prefectura de Aichi
- Universidad de las Artes de la Prefectura de Aichi
- Universidad de la ciudad de Nagoya

## Deportes
Los equipos deportivos que se enumeran a continuación tienen su sede en Aichi.

### Béisbol
- Dragones Chunichi (Nagoya)

### Fútbol
- Nagoya Grampus (Nagoya y Toyota)
- FC Maruyasu Okazaki (Okazaki)

### Baloncesto
- SeaHorses Mikawa
- Nagoya Diamond Dolphins
- Toyotsu Fighting Eagles Nagoya

## Cultura

### Dialecto
- Zona Owari: Nagoya-ben (también llamado Owari-ben).
- Zona Nishimikawa, Higashimikawa: Mikawa-ben.

En la zona de Higashimikawa también se pueden observar que tienen algunas influencias de Enshuu-ben.

## Turismo
Algunos de los lugares en Aichi más populares incluyen Meiji Mura, un museo arquitectónico al aire libre en Inuyama. Este lugar preserva edificios históricos del Período Meiji y el Período Taishō, incluyendo la reconstrucción del antiguo hotel de Frank Lloyd Wright (que originalmente se ubicaba en Tokio de 1923 a 1967.
Otros sitios de atracción turística incluyen un recorrido por la fábrica de automóviles Toyota en la ciudad de nombre homónimo, el parque de monos en Inuyama y los castillos de Nagoya, Okawaki, Toyohashi y Inuyama.
Debido a su ubicación sobre la costa este, se pueden observar varios paisajes en distintos puntos, pero más allá de algunas playas para surfistas en la península de Atsumi, no existen destinos de playa importantes comparados con los de la vecina prefectura de Shizuoka. La mayoría de las atracciones fueron hechas por la mano del hombre.
Aichi es conocida como la ciudad industrial del Japón. En ella se llevan a cabo festivales anuales donde los lugareños construyen diferentes instrumentos de madera, que tienen movilidad propia, son como pequeños robots. Además, Aichi es una de las ciudades más industrializadas de Japón.
En noviembre de 2022, abrió el parque temático Ghibli Park en Nagakute.

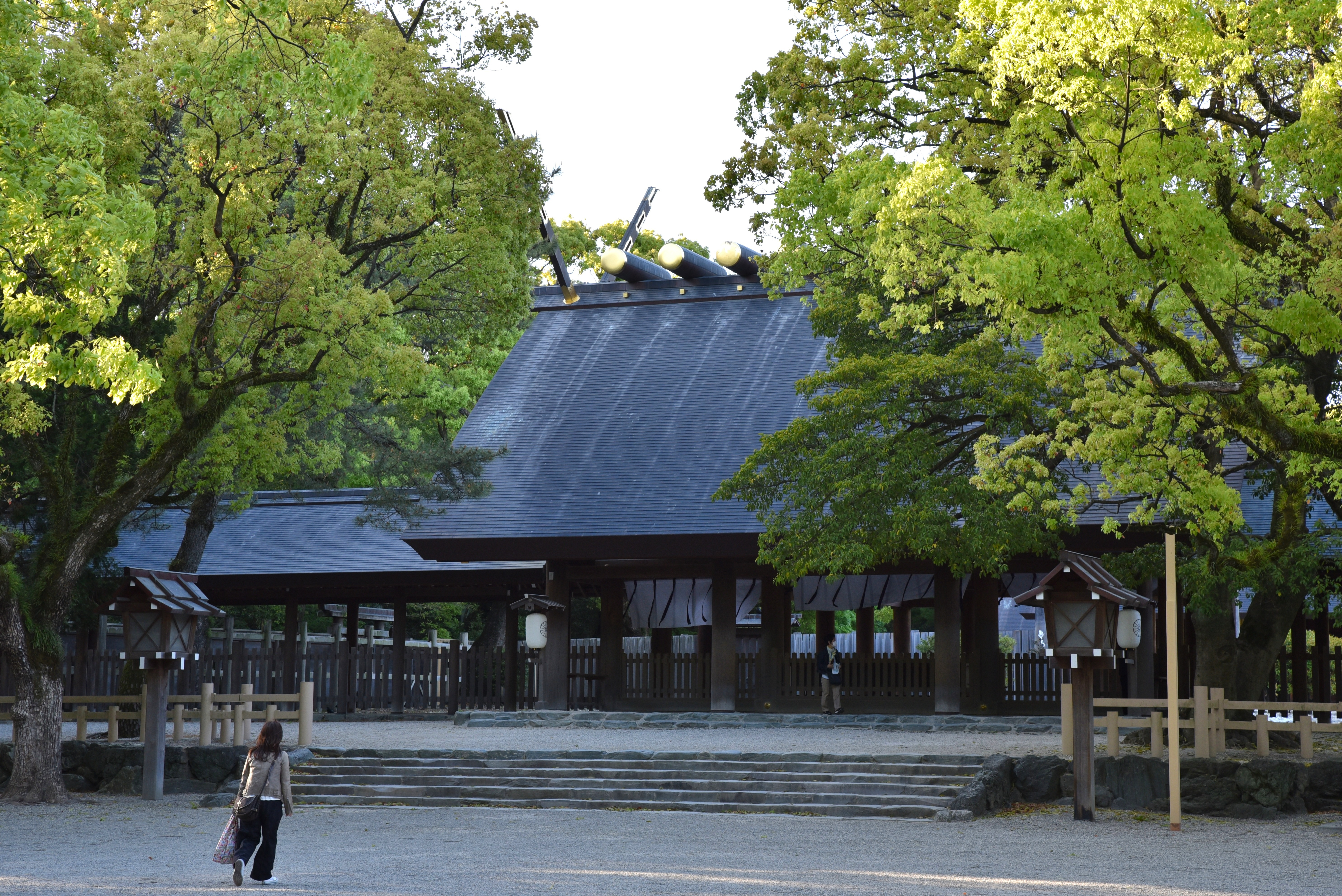
Santuario de Atsuta
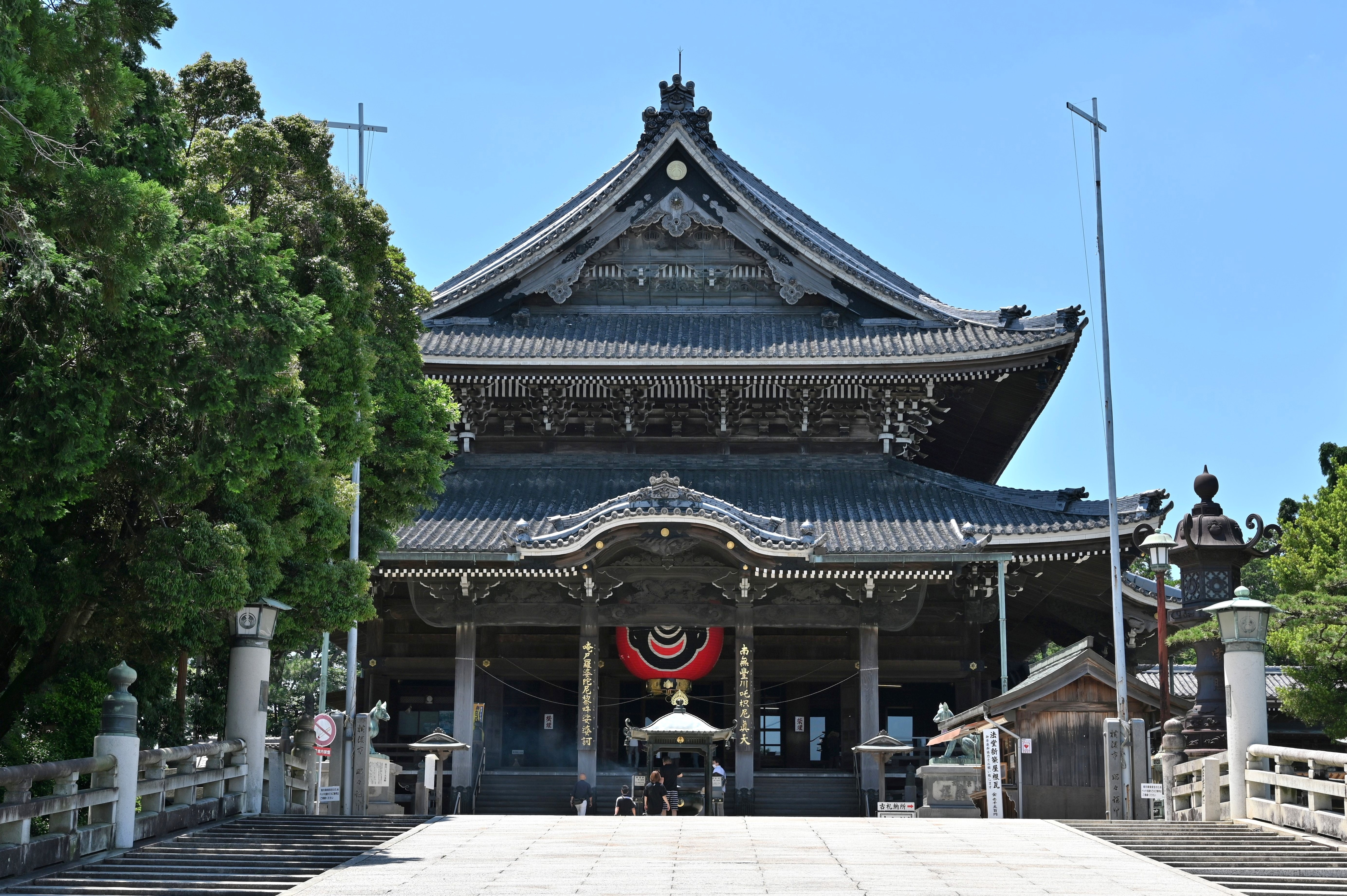
Toyokawa Inari
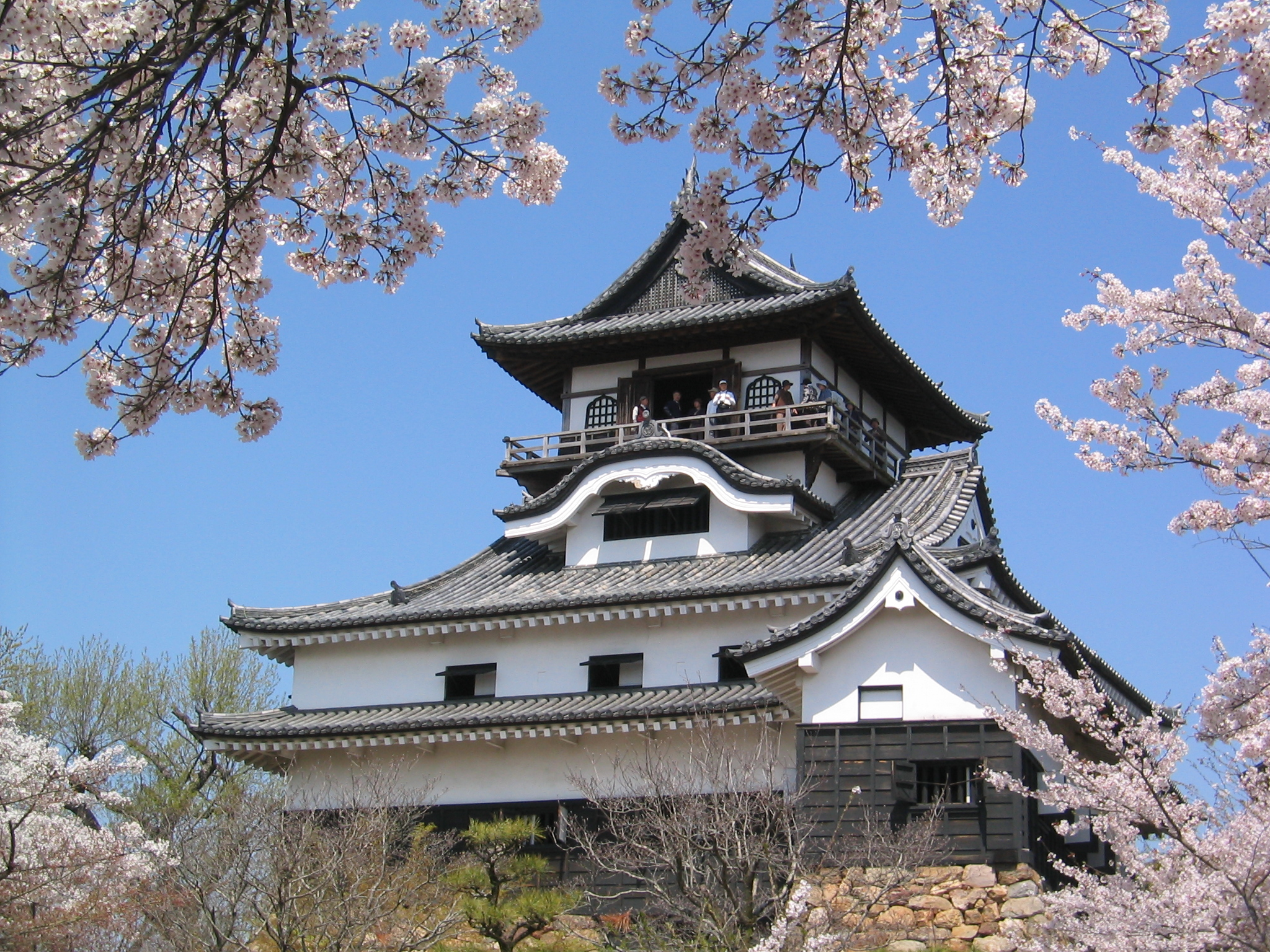
Castillo Inuyama
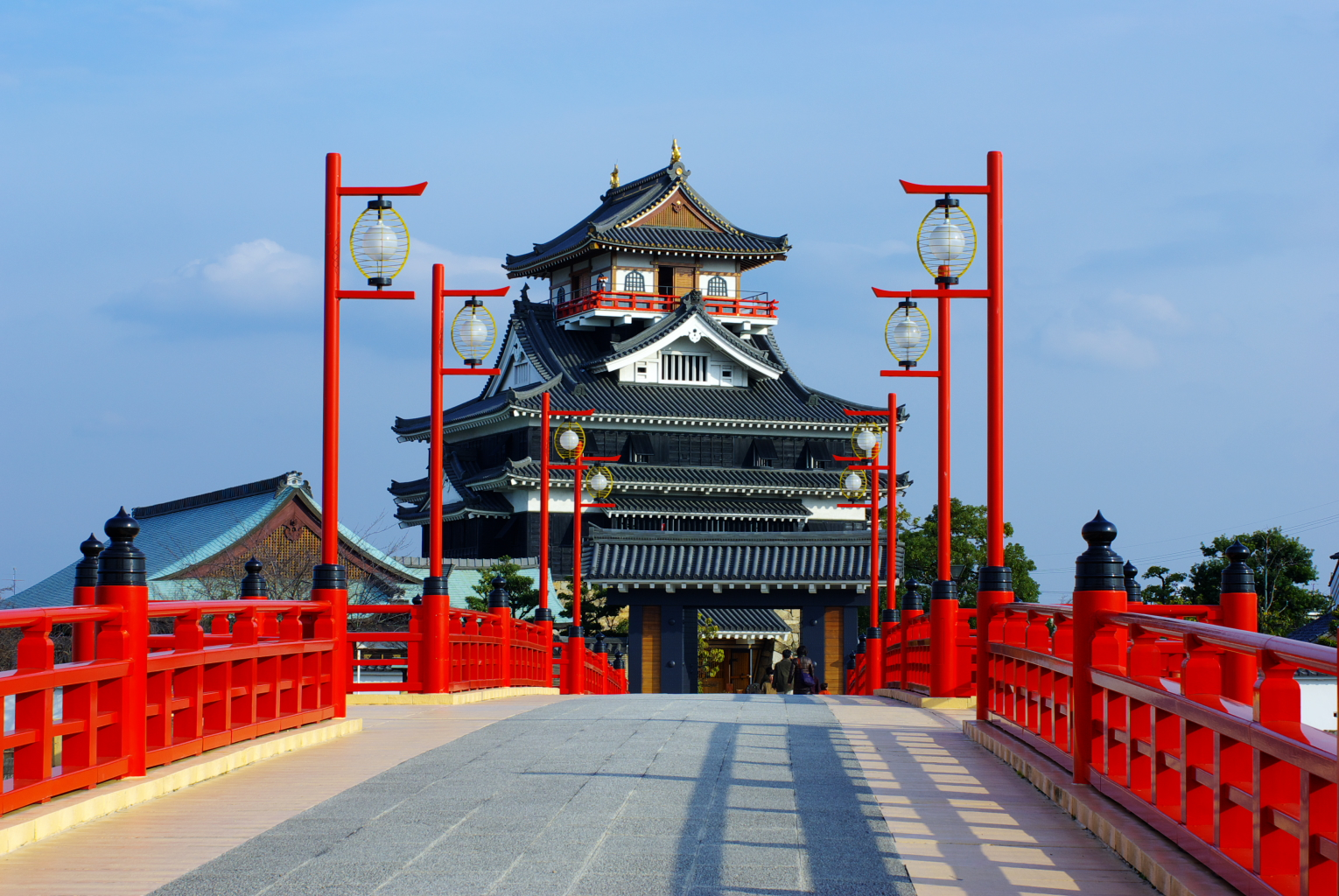
Castillo Kiyosu
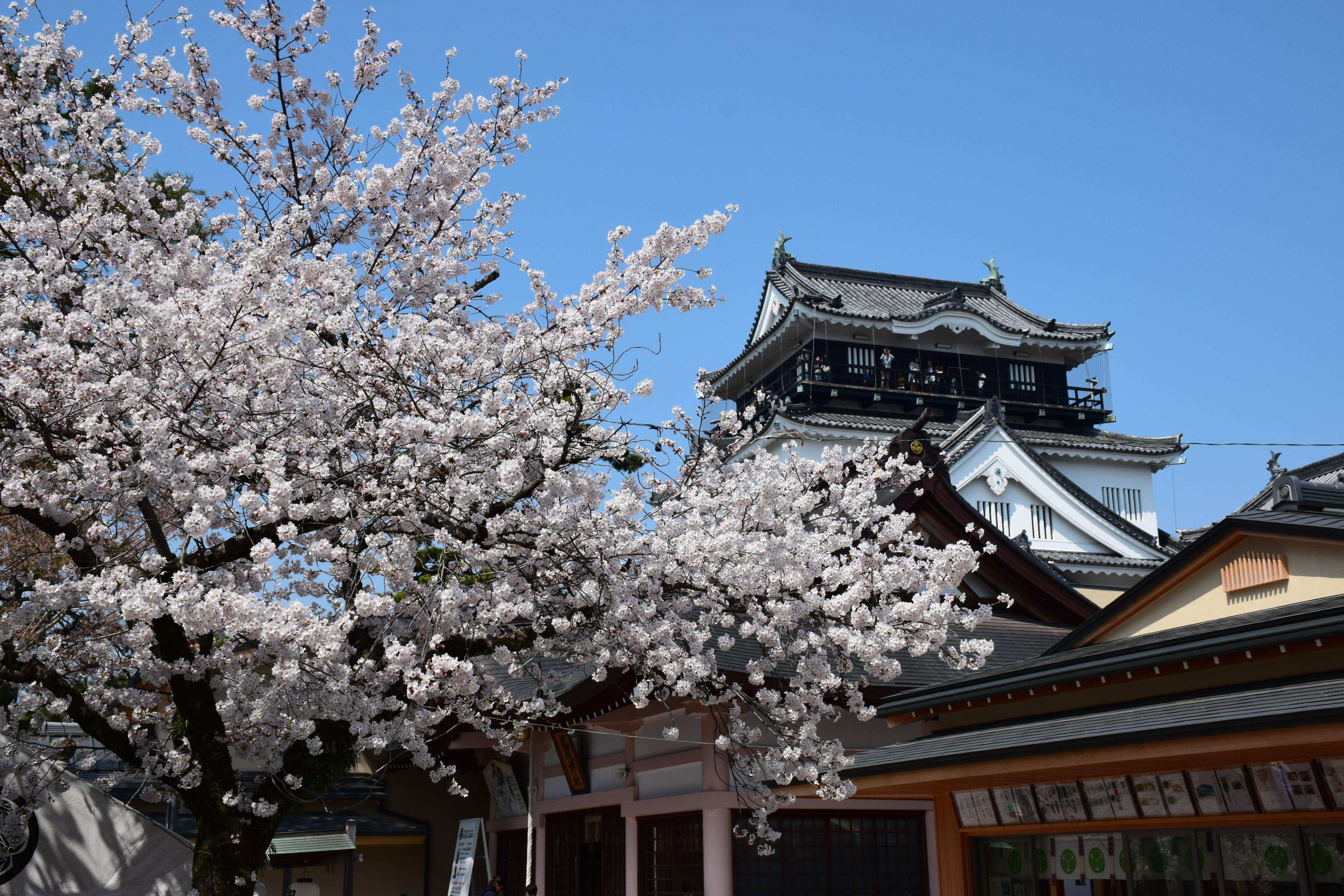
Castillo de Okazaki
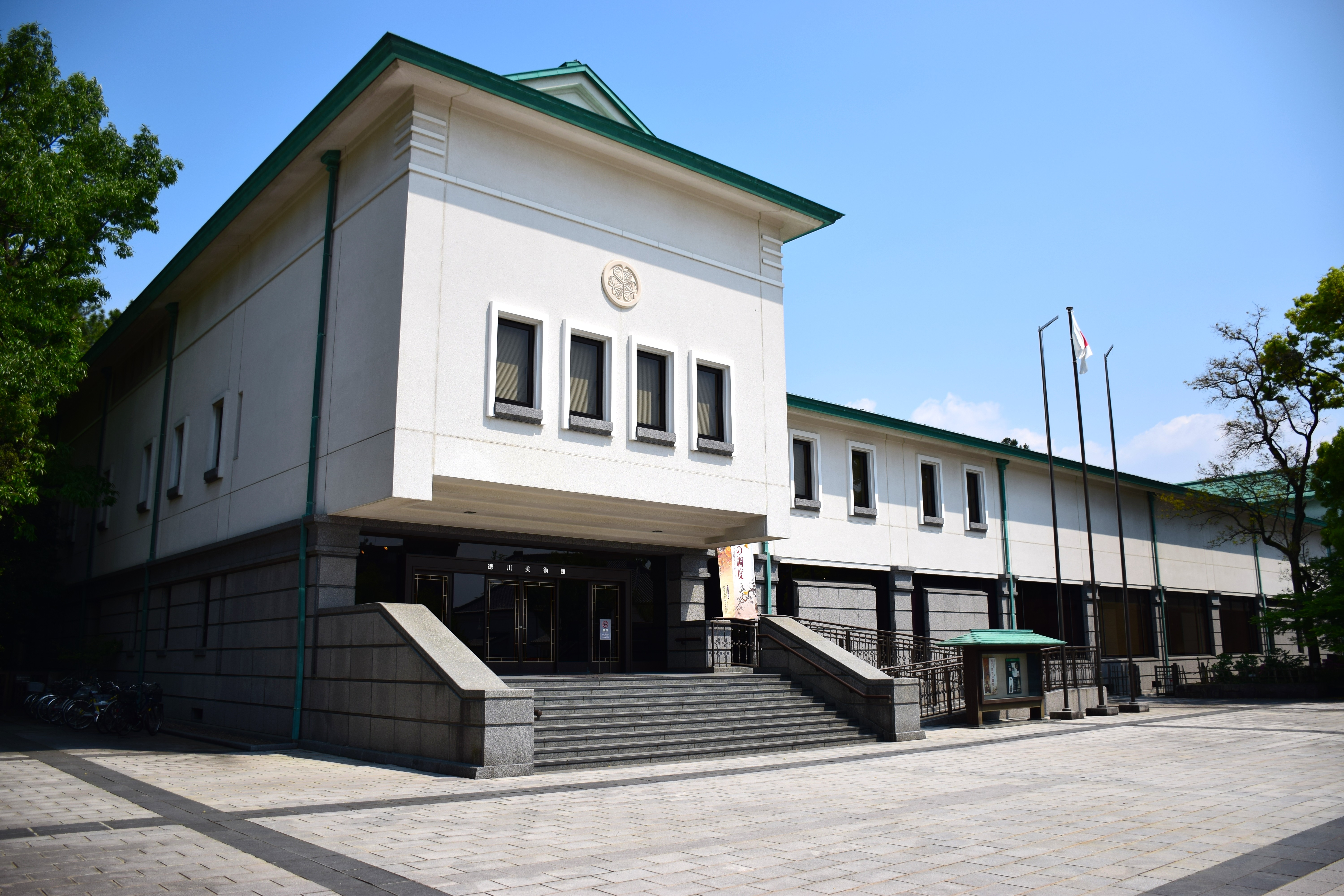
Museo de Arte Tokugawa
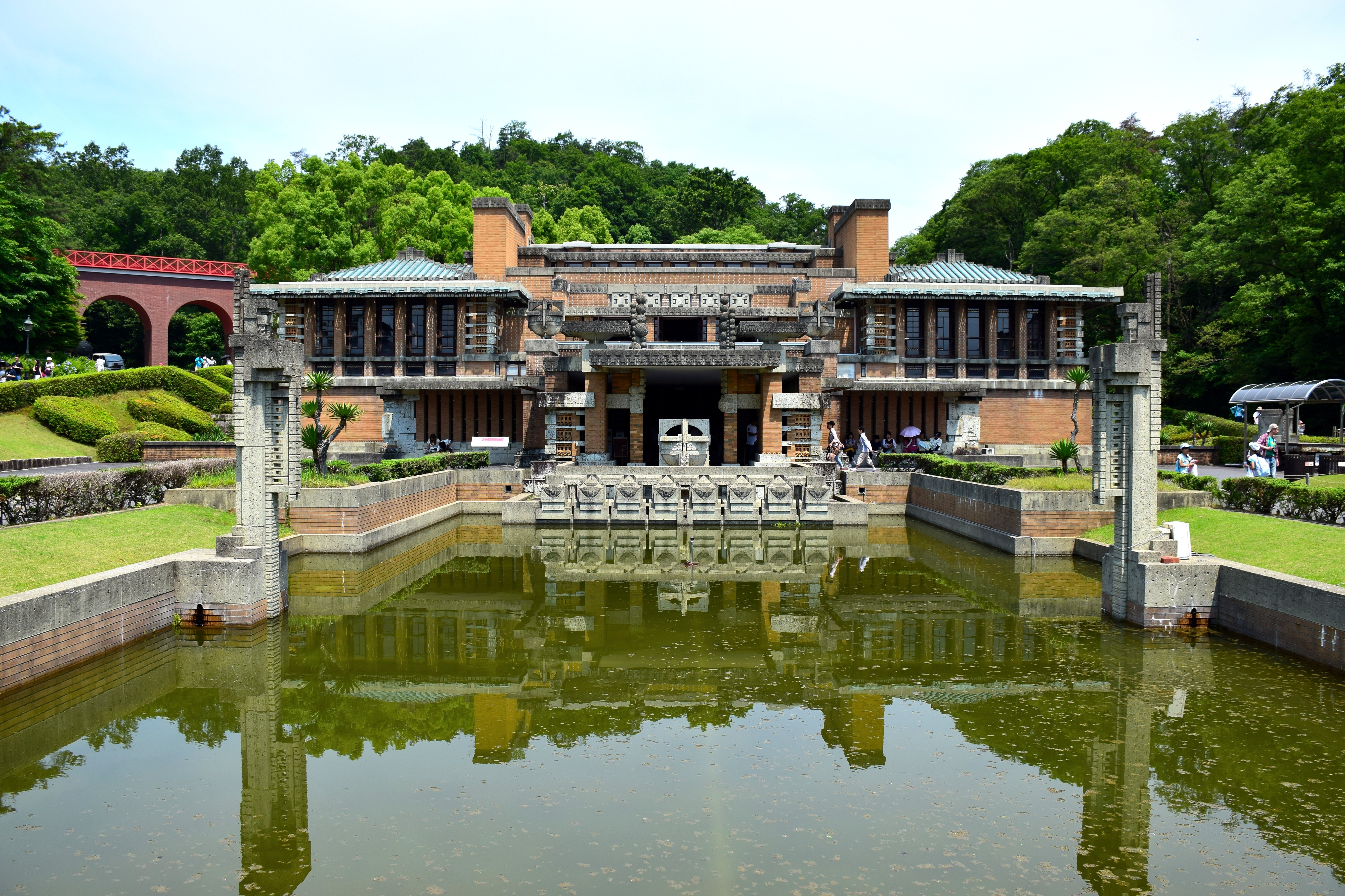
Meiji-mura
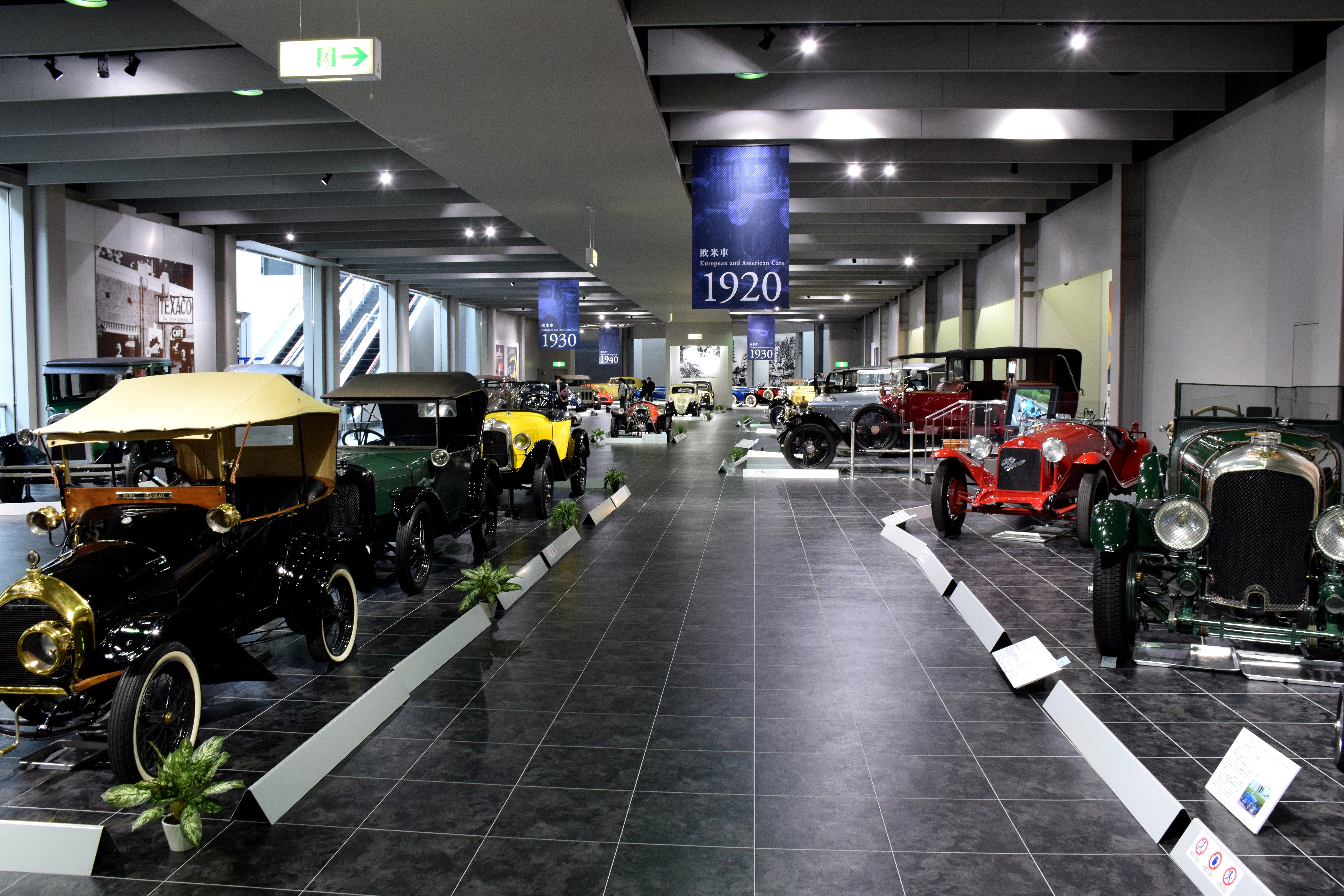
Museo del Automóvil Toyota
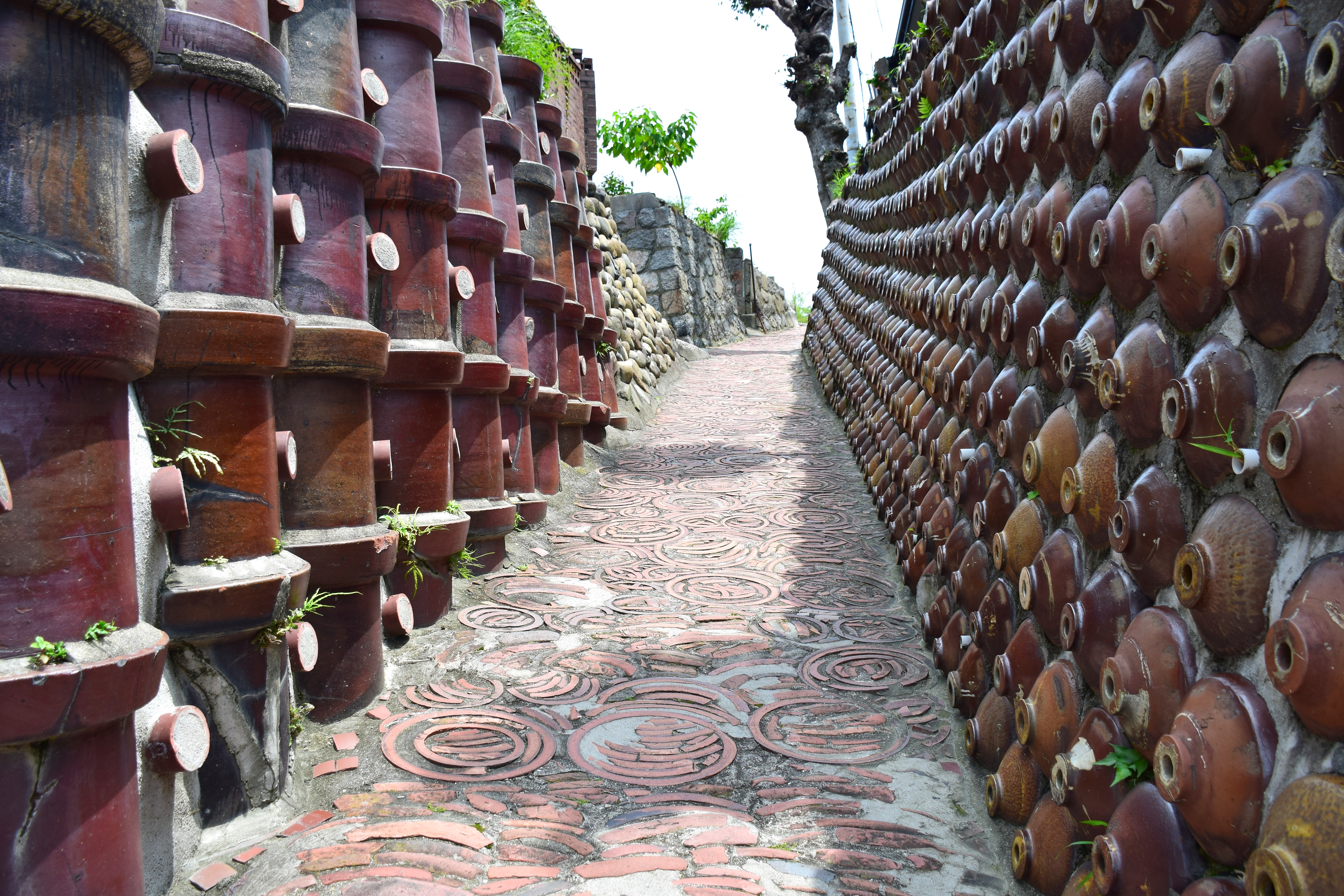
Tokoname
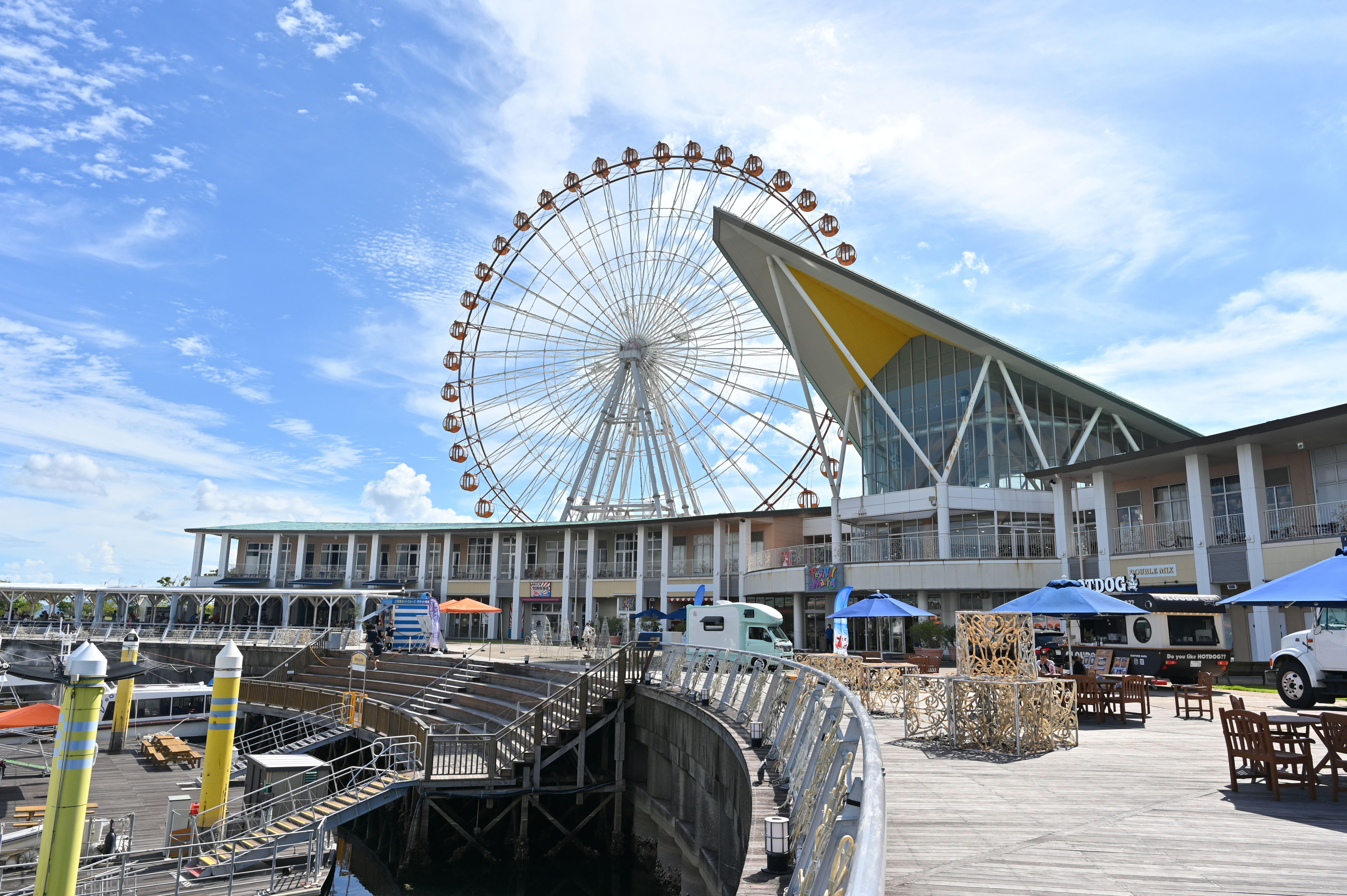
Laguna Ten Bosch
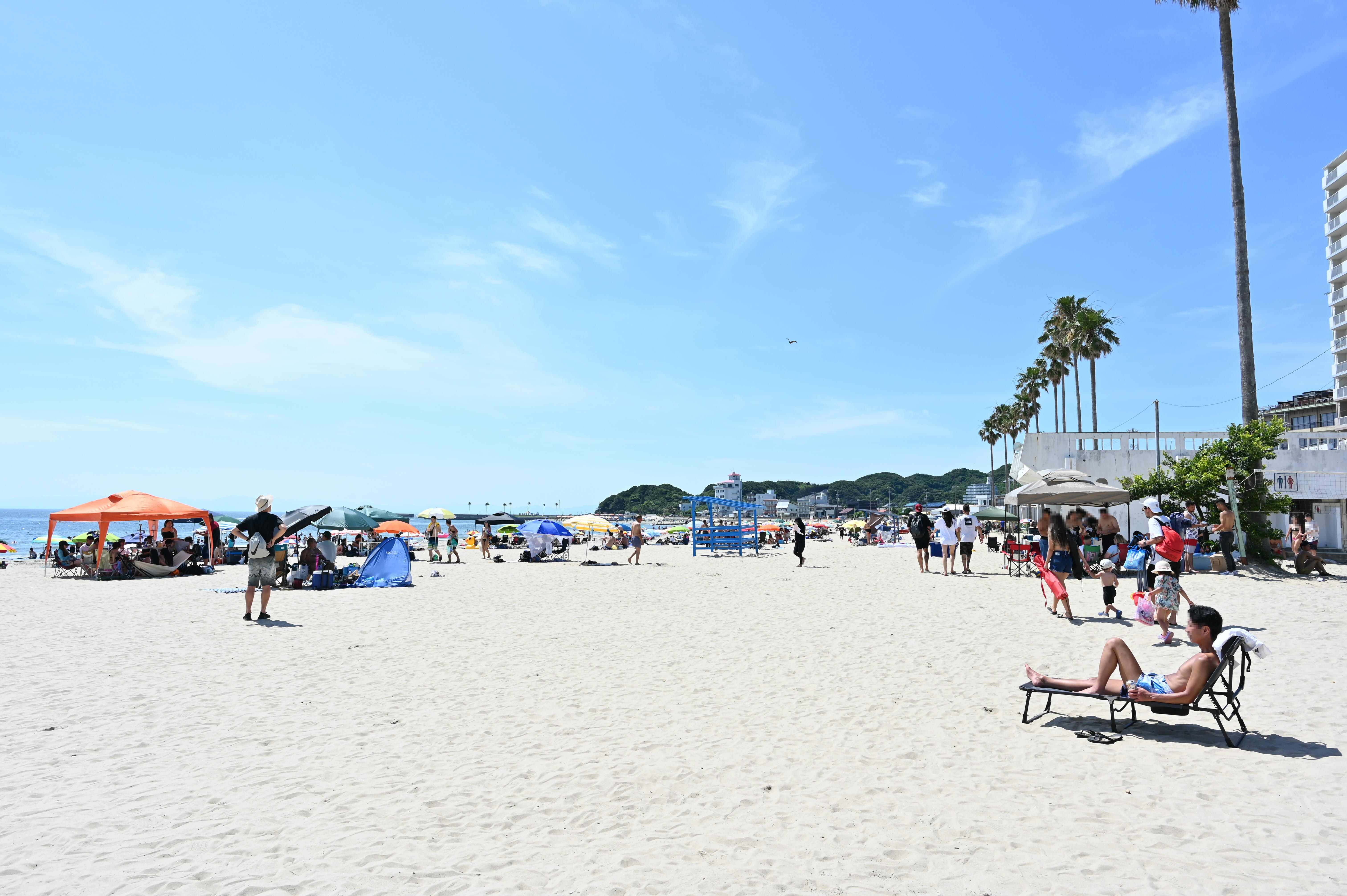
Playa de Utsumi
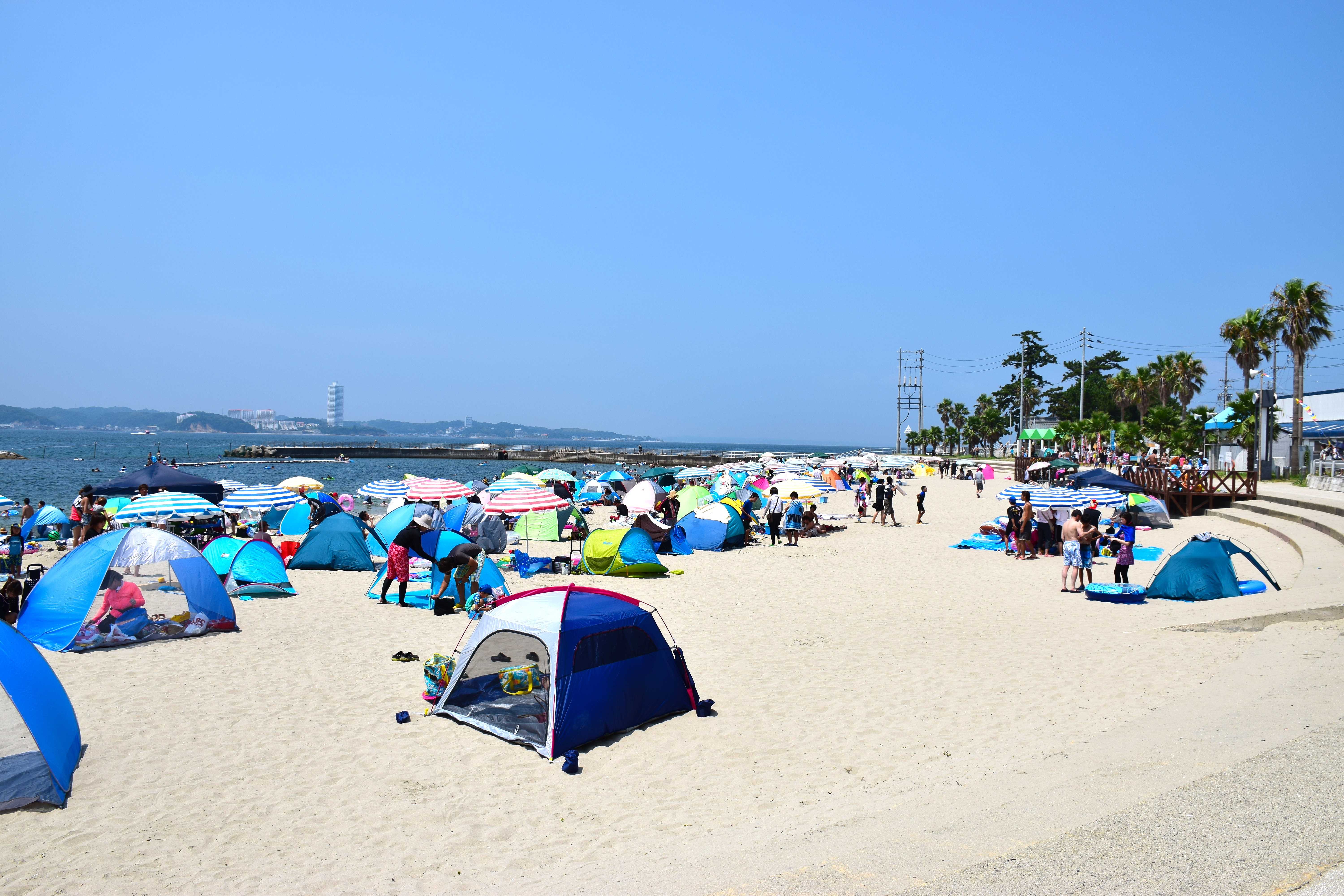
Himakajima
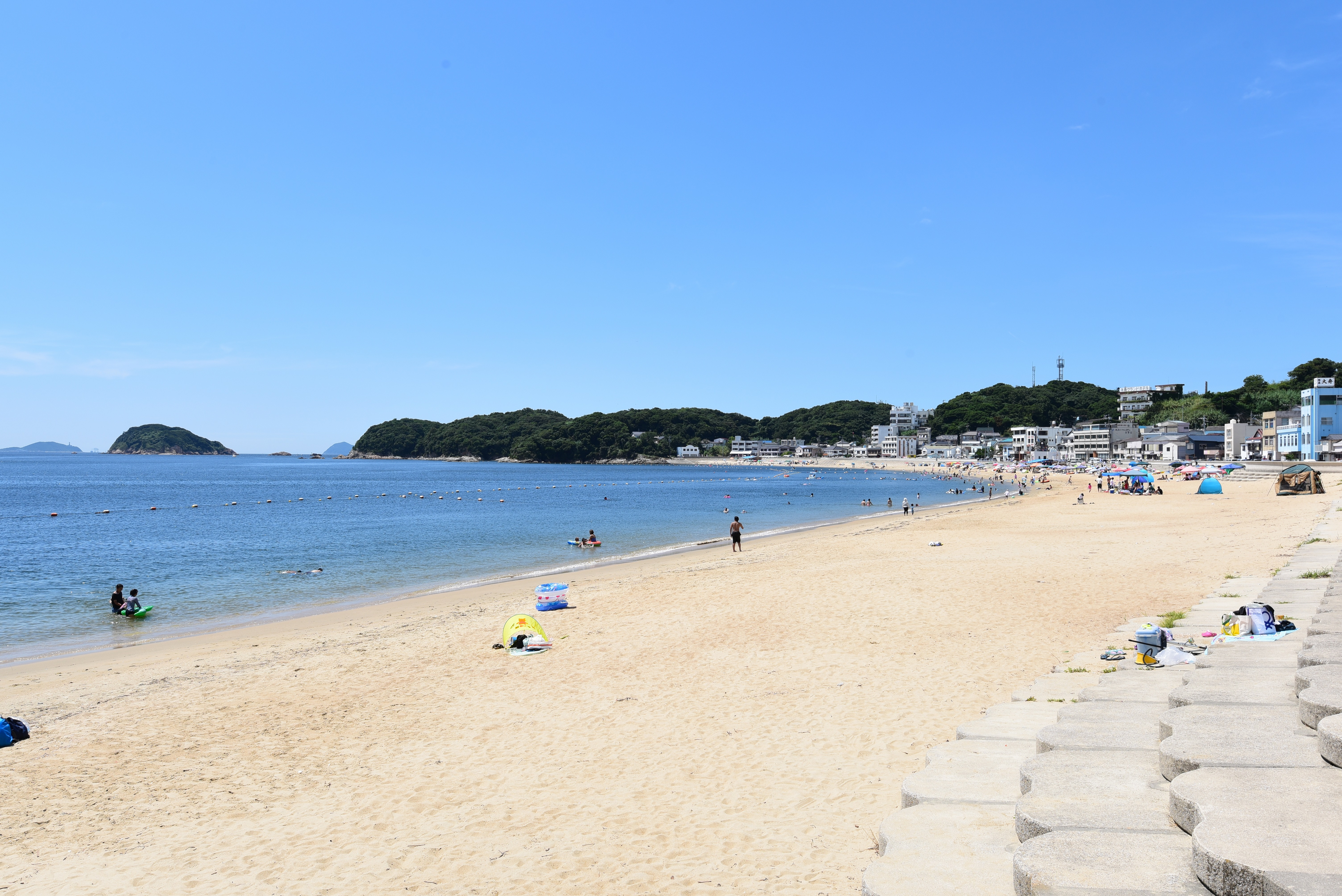
Shinojima
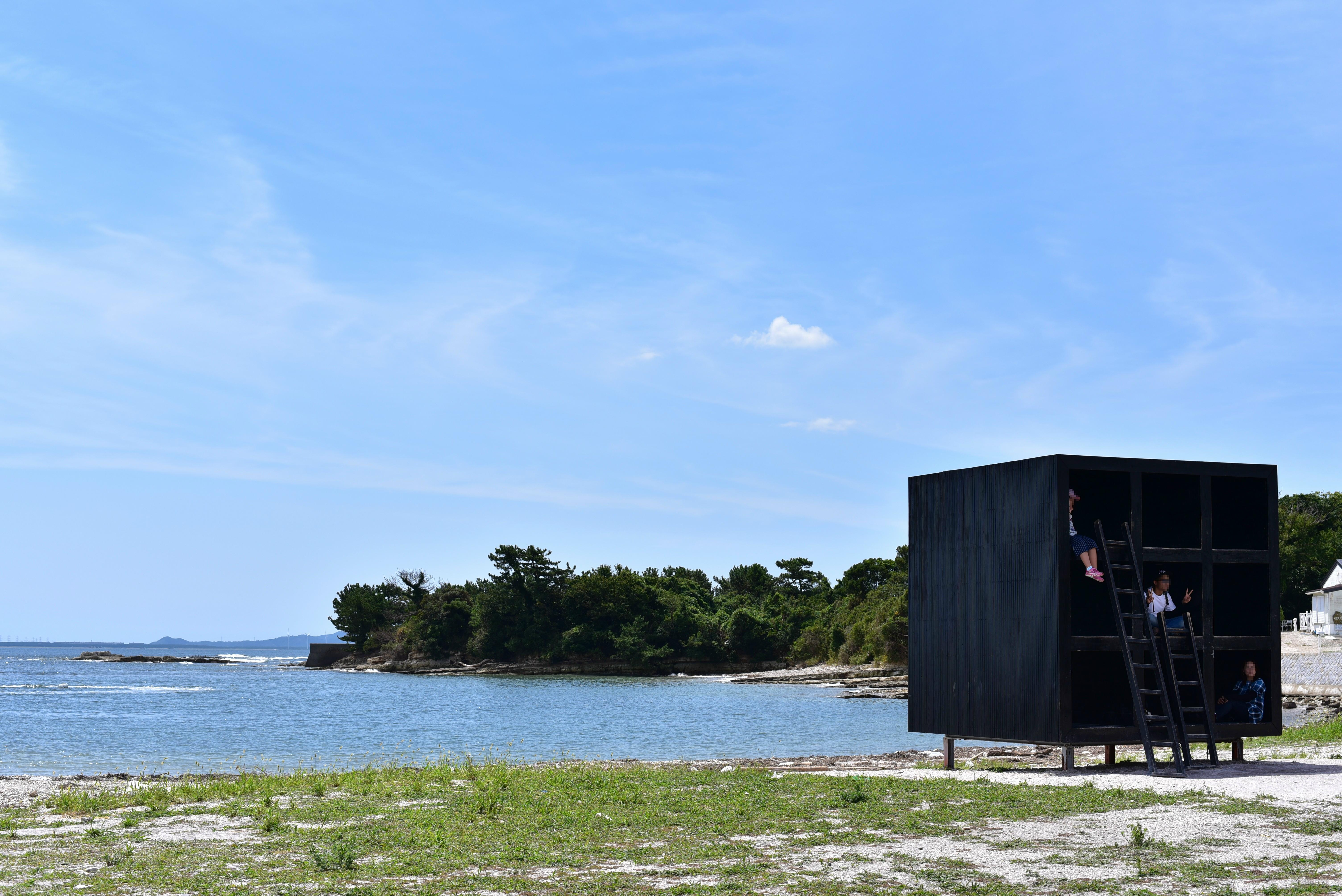
Sakushima
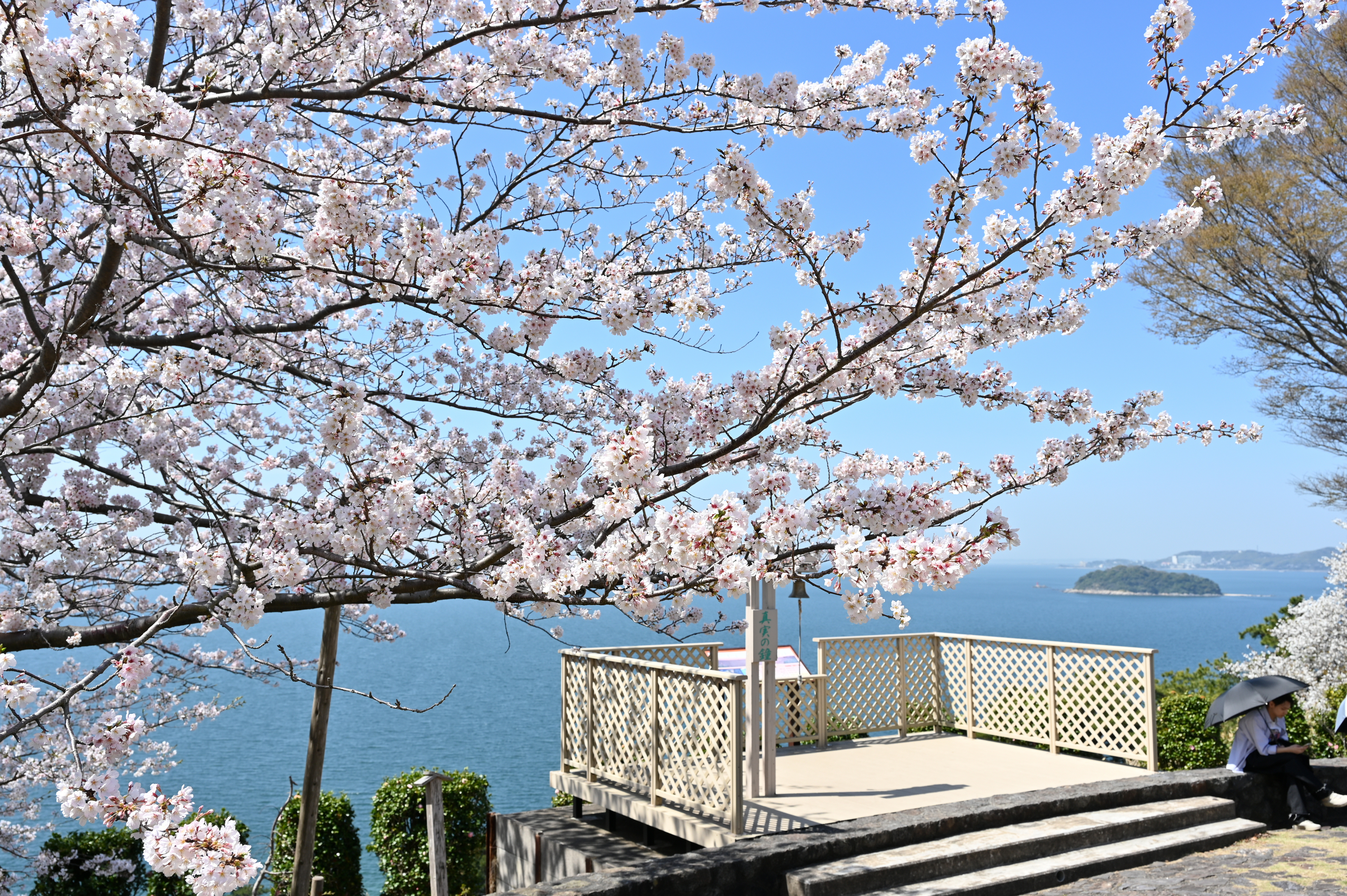
Nishiura Onsen
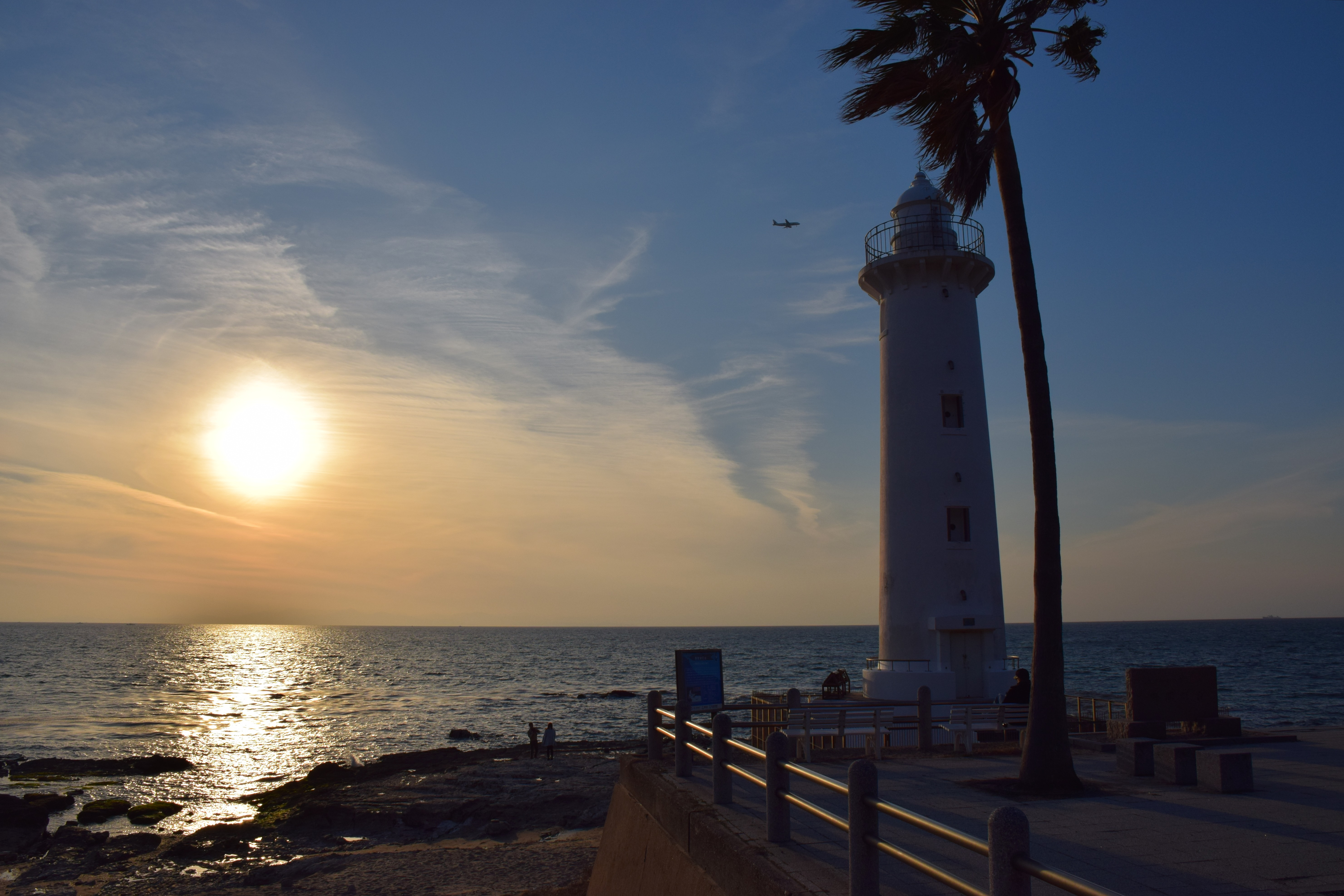
Faro de Nomazaki
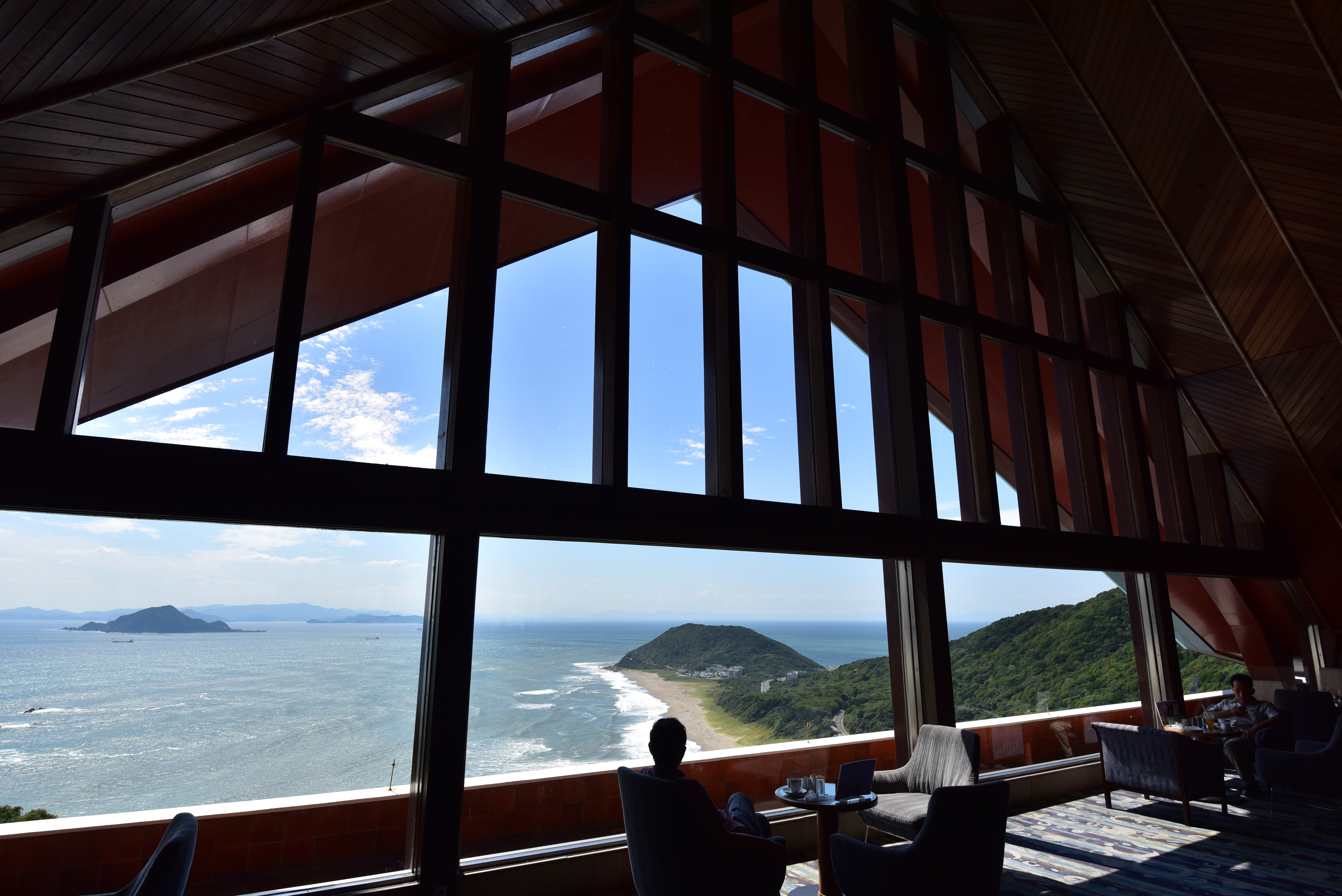
Vista del cabo Irago desde Irago Ocean Resort
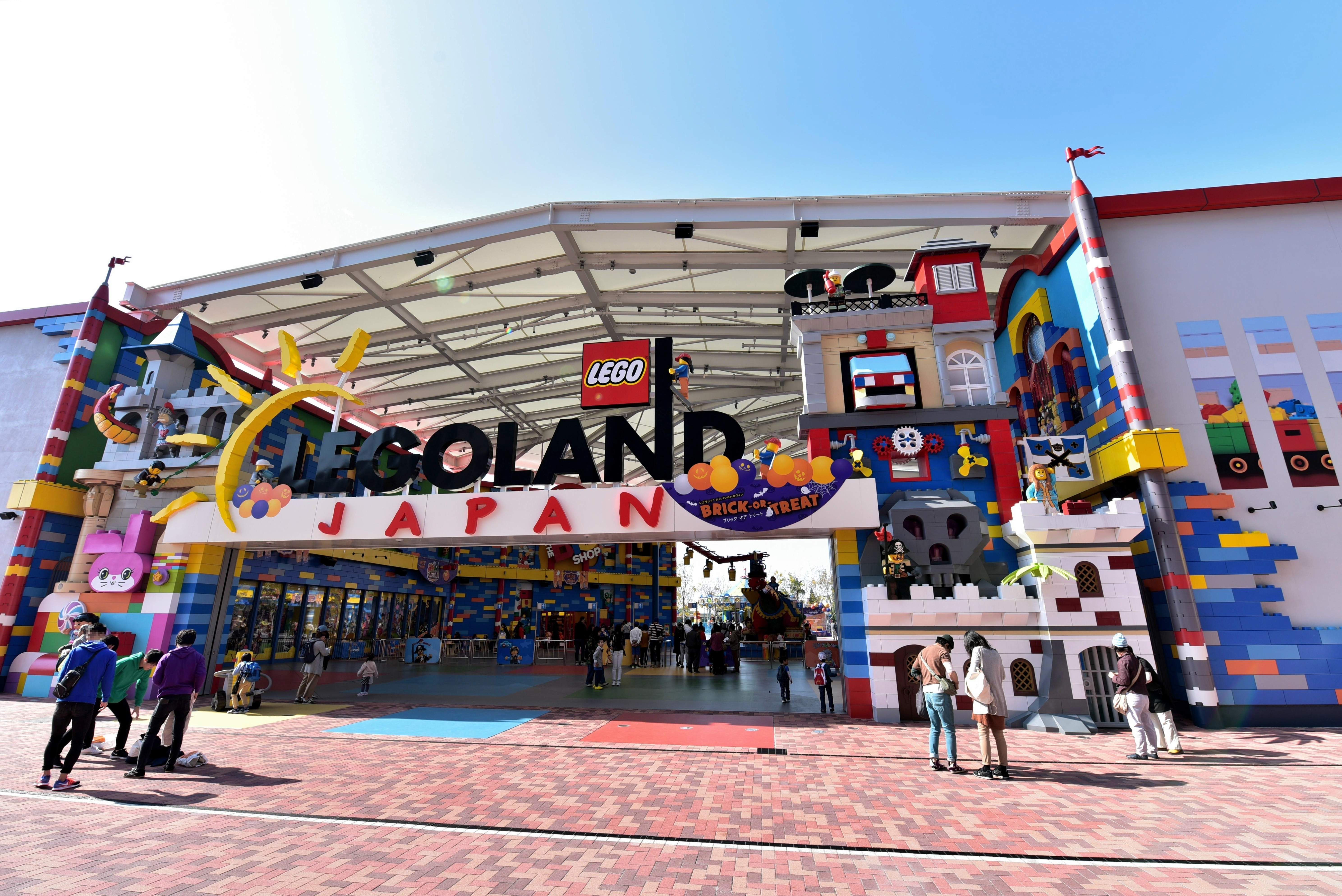
Legoland Japan

### Festival y eventos

#### Patrimonio Cultural Inmaterial de la UNESCO
- Owari Tsushima Tenno Matsuri (Aisai, Tsushima)
- Festival de Inuyama (Inuyama)
- Festival Kamezaki Shiohi (Handa)
- Festival Chiryu (Chiryū)
- Festival Sunari (Distrito de Ama Kanie)

#### Otros
- Festival de Nagoya (Ciudad de Nagoya)
- Festival Tsutsui-chō/Dekimachi Tennō (Nagoya Higashi-ku)
- Festival de Miya (Gamagōri)
- Festival del besugo de Toyohama (distrito de Chita, ciudad de Minamichita))
- Festival de Okkawa (Handa)

## Miscelánea
La Feria Mundial Expo 2005 de Aichi, Japón; se realizó en las ciudades de Toyota, Seto y Nagatuke.

## Personajes destacados
- Oda Nobunaga (1534–1582), señor feudal.
- Toyoda Kiichirō (1894–1952), fundador de la empresa Toyota.